# Tour du Pays basque 2024
Le Tour du Pays basque 2024 (en basque : Itzulia 2024) est la 63e édition de cette course cycliste sur route masculine qui fête le centenaire de la première édition. La compétition a lieu du 1er avril au 6 avril 2024, entre Irun et Eibar en Espagne. Le parcours comprend un total de six étapes tracées sur une distance totale de 832,1 kilomètres.
La course fait partie du calendrier UCI World Tour 2024 en catégorie 2.UWT.

## Présentation

### Parcours
La première étape autour d'Irun est disputée en contre-la-montre sur une courte distance de 10 km. Elle gravit toutefois après 4,4 km un col de 3e catégorie long de 1 700 m avec une pente moyenne de 5,2 % et se termine par un court raidillon à 10 %. Au départ d'Irun, la 2e étape entre rapidement sur le territoire français et le Pays basque français pour se terminer à Cambo-les-Bains (Pyrénées-Atlantiques) après un parcours vallonné mais sans grandes difficultés. Espelette est la commune de départ d'une 3e étape de moyenne montagne qui retourne tout de suite en Espagne pour franchir six cols de 2e ou 3e catégorie avant de rejoindre Altsasu en Navarre.
Entre Etxarri-Aranatz (Navarre) et Legutio au Pays basque (que le tour ne quittera plus), la 4e étape est aussi une étape de moyenne montagne, la dernière difficulté, le col de Leintz-Gatzaga (3 000 m avec une pente moyenne de 8,7 %), étant franchie à 8,3 km de l'arrivée. La 5e étape partant de Vitoria-Gasteiz grimpe à mi-parcours le col de 1re catégorie d'Urkiola (5 500 m avec une pente moyenne de 9,4 %) avant de connaître une fin d'étape moins accidentée mais comprenant tout de même deux cols de 3e catégorie menant à Amorebieta-Etxano. La 6e et dernière étape est l'étape reine de l'édition 2024. Partant et arrivant à Eibar, les coureurs escaladent sept cols dont trois de 1re catégorie. Le dernier col de 1re catégorie à franchir est le col d'Izua (4 100 m avec une pente moyenne de 9,2 %), situé à 26,8 km de l'arrivée.
Bien que montagneux, le Tour du Pays basque 2024 ne compte aucune arrivée au sommet.

### Étapes
| Étape     | Date   | Villes étapes                       | type                        | Distance (km) | Dénivelé (m) | Vainqueur d'étape | Leader du classement général |
| --------- | ------ | ----------------------------------- | --------------------------- | ------------- | ------------ | ----------------- | ---------------------------- |
| 1re étape | 1 avr. | Irun – Irun                         | contre-la-montre individuel | 10            | 179 m        | Primož Roglič     | Primož Roglič                |
| 2e étape  | 2 avr. | Irun – Cambo-les-Bains              | étape vallonnée             | 160           | 2 312 m      | Paul Lapeira      | Primož Roglič                |
| 3e étape  | 3 avr. | Espelette – Altsasu-Alsasua         | étape de moyenne montagne   | 190,9         | 3 057 m      | Quinten Hermans   | Primož Roglič                |
| 4e étape  | 4 avr. | Etxarri Aranatz – Legutio           | étape de moyenne montagne   | 157,5         | 2 146 m      | Louis Meintjes    | Mattias Skjelmose            |
| 5e étape  | 5 avr. | Vitoria-Gasteiz – Amorebieta-Etxano | étape de moyenne montagne   | 175,9         | 2 214 m      | Romain Grégoire   | Mattias Skjelmose            |
| 6e étape  | 6 avr. | Eibar – Eibar                       | étape de montagne           | 137,8         | 3 472 m      | Carlos Rodríguez  | Juan Ayuso                   |

### Équipes
En tant qu'épreuve World Tour, les 18 équipes World Tour participent automatiquement à la course. Par ailleurs, l'organisateur a également convié six équipes UCI ProTeams.
| WorldTeams (18)- Alpecin-Deceuninck - Arkéa-B&B Hotels - Astana Qazaqstan Team - Bahrain Victorious - Bora-Hansgrohe - Cofidis - Decathlon-AG2R La Mondiale - EF Education-EasyPost - Groupama-FDJ - Ineos Grenadiers - Intermarché-Wanty - Lidl-Trek - Movistar Team - Soudal Quick-Step - Team dsm-firmenich PostNL - Team Jayco AlUla - Team Visma \| Lease a Bike - UAE Team Emirates ProTeams (6)- Burgos-BH - Caja Rural-Seguros RGA - Equipo Kern Pharma - Euskaltel-Euskadi - Q36.5 Pro Cycling Team - TotalEnergies |
| |

### Favoris et principaux participants
La participation de l'édition 2024 est relevée. Le grand favori est le Danois Jonas Vingegaard (Visma-Lease a Bike), récemment vainqueur avec aisance des deux courses à étapes auxquelles il a participé : le Gran Camiño et Tirreno-Adriatico. Parmi ses adversaires les plus redoutables, on peut citer le Belge Remco Evenepoel (Soudal Quick-Step), vainqueur du Tour de l'Algarve et deuxième de Paris-Nice, et l'Espagnol Juan Ayuso (UAE Emirates), deuxième de Tirreno-Adriatico derrière Vingegaard. Les autres favoris et leaders principaux sont : le Slovène Primož Roglič (Bora-Hansgrohe) quoique décevant (10e place) sur Paris-Nice ; l'Espagnol Carlos Rodríguez (Ineos Grenadiers), le Danois Mattias Skjelmose (Lidl-Trek), quatrième de Paris-Nice ; les Espagnols du Pays basque Pello Bilbao (Bahrain Vicorious) et Mikel Landa (Soudal Quick-Step) qui ont l'avantage de courir à domicile ; l'Australien Jai Hindley (Bora-Hansgrohe), l'Autrichien Felix Gall (Decathlon-AG2R) et le Français David Gaudu (Groupama-FDJ).

## Déroulement de la course

### 1reétape
Les conditions atmosphériques risquant de se détériorer au cours de l'après-midi (pluie annoncée), les favoris s'élancent parmi le premier tiers des départs de ce contre-la-montre. Victime d'une chute lors de la reconnaissance du parcours, Tom Pidcock (Ineos Grenadiers) ne prend pas le départ de l'étape. Malgré une petite erreur de parcours en fin d'étape, Primož Roglič (Bora-Hansgrohe) gagne avec 7 secondes d'avance sur Jay Vine (UAE Emirates). Le champion du monde de la spécialité Remco Evenepoel (Soudal Quick-Step) chute sans gravité après 200 mètres et prend la quatrième place à 11 secondes du Slovène.

Dans l'ascension répertoriée du contre-la-montre.
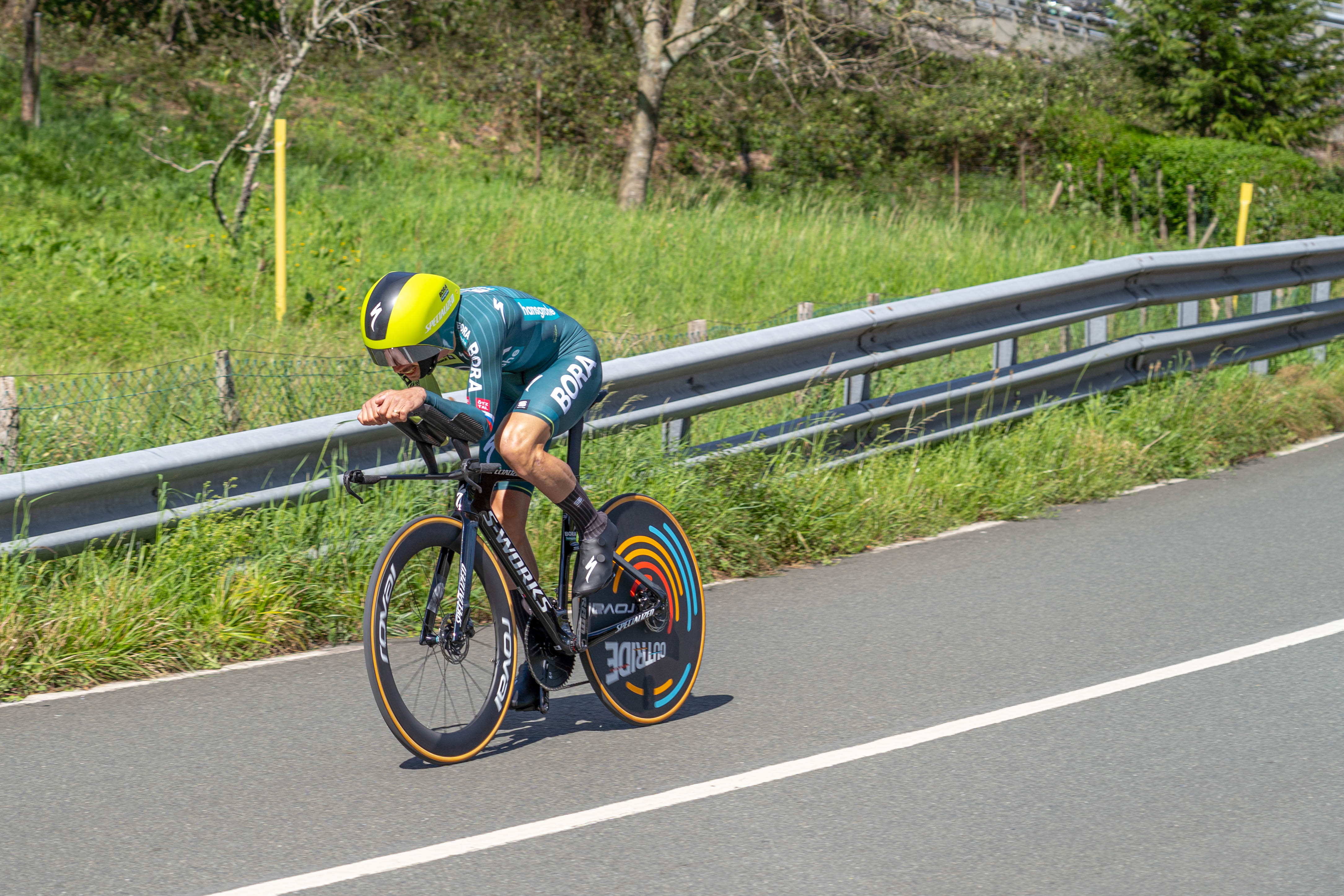
Primož Roglič.
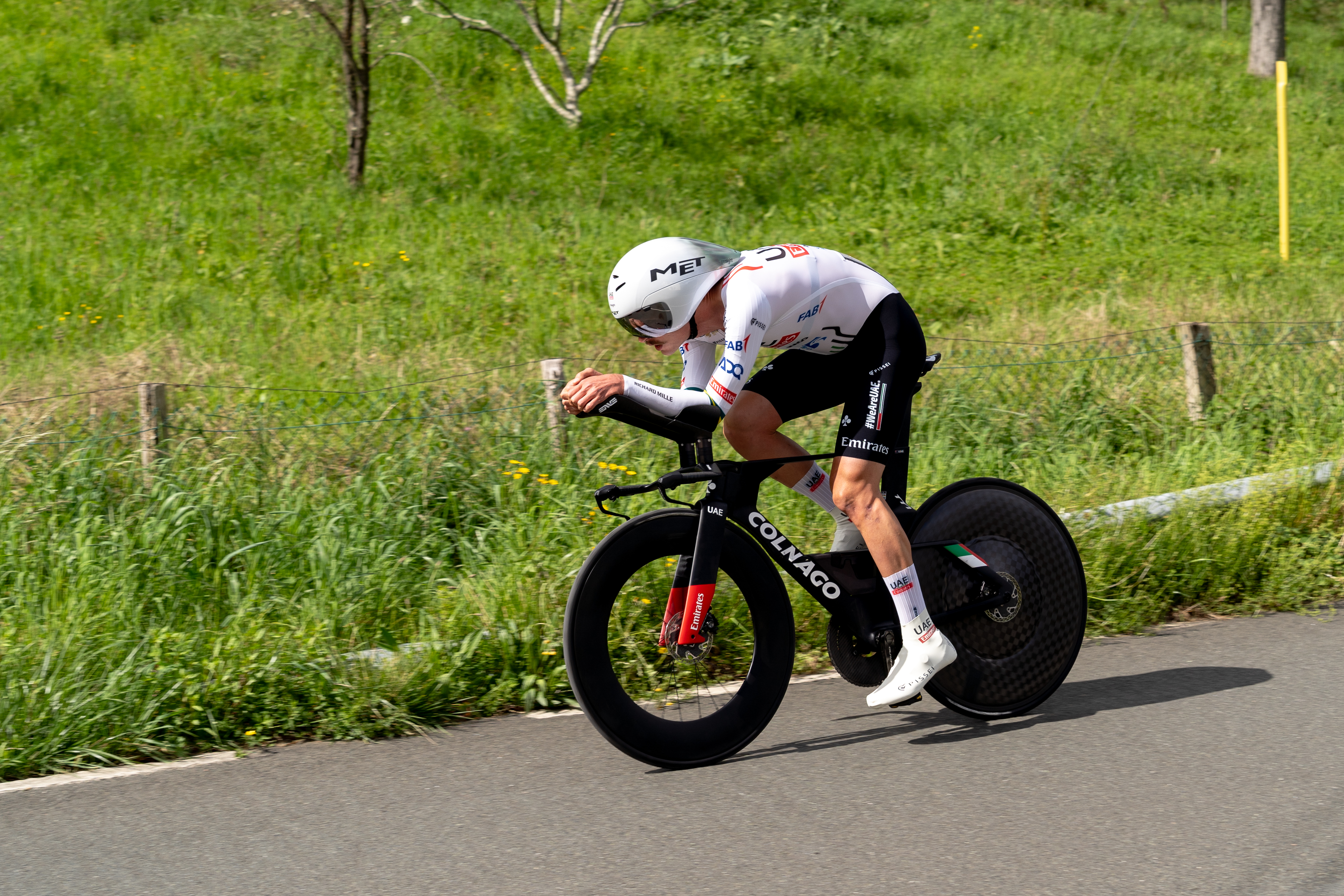
Jay Vine.
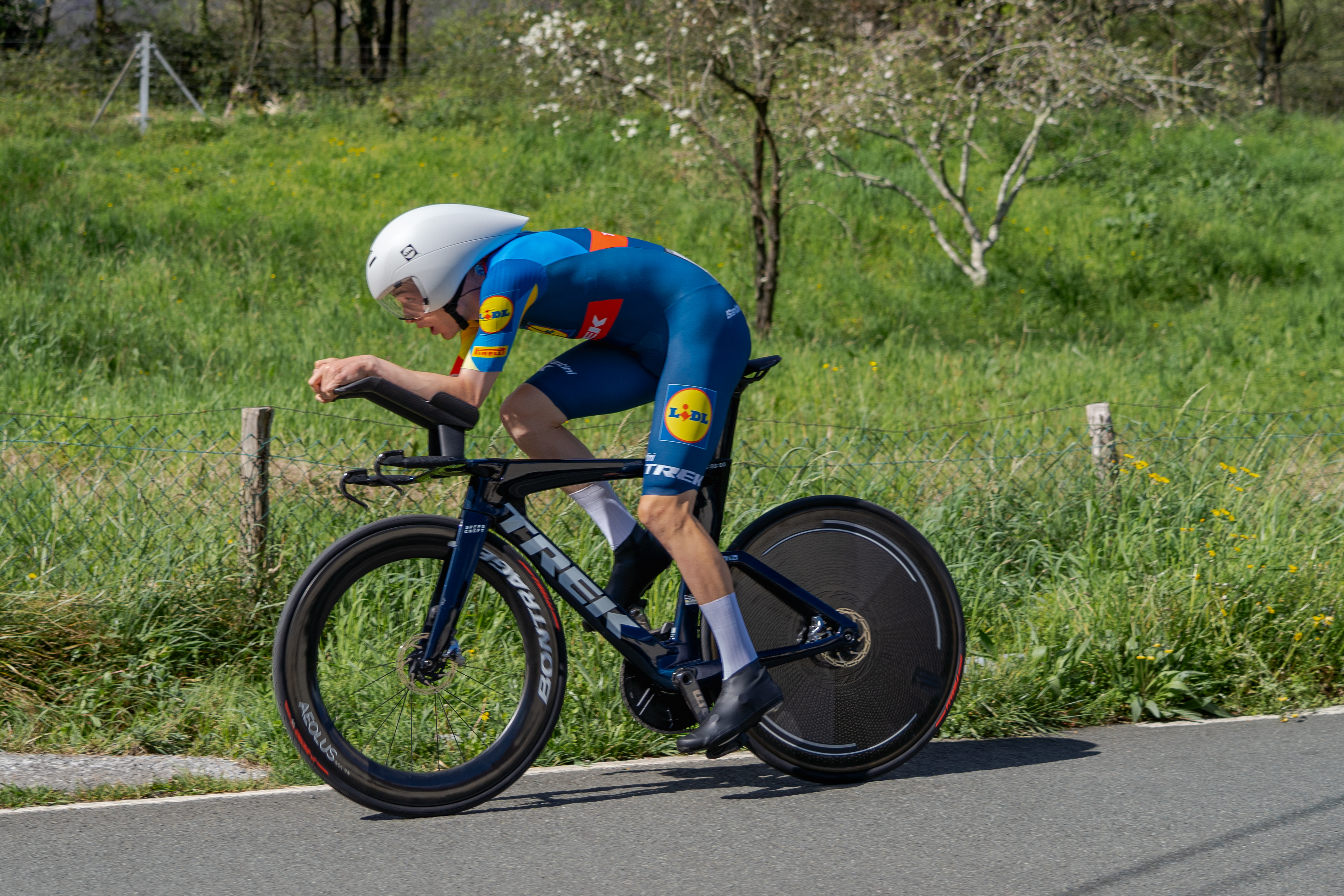
Mattias Skjelmose.
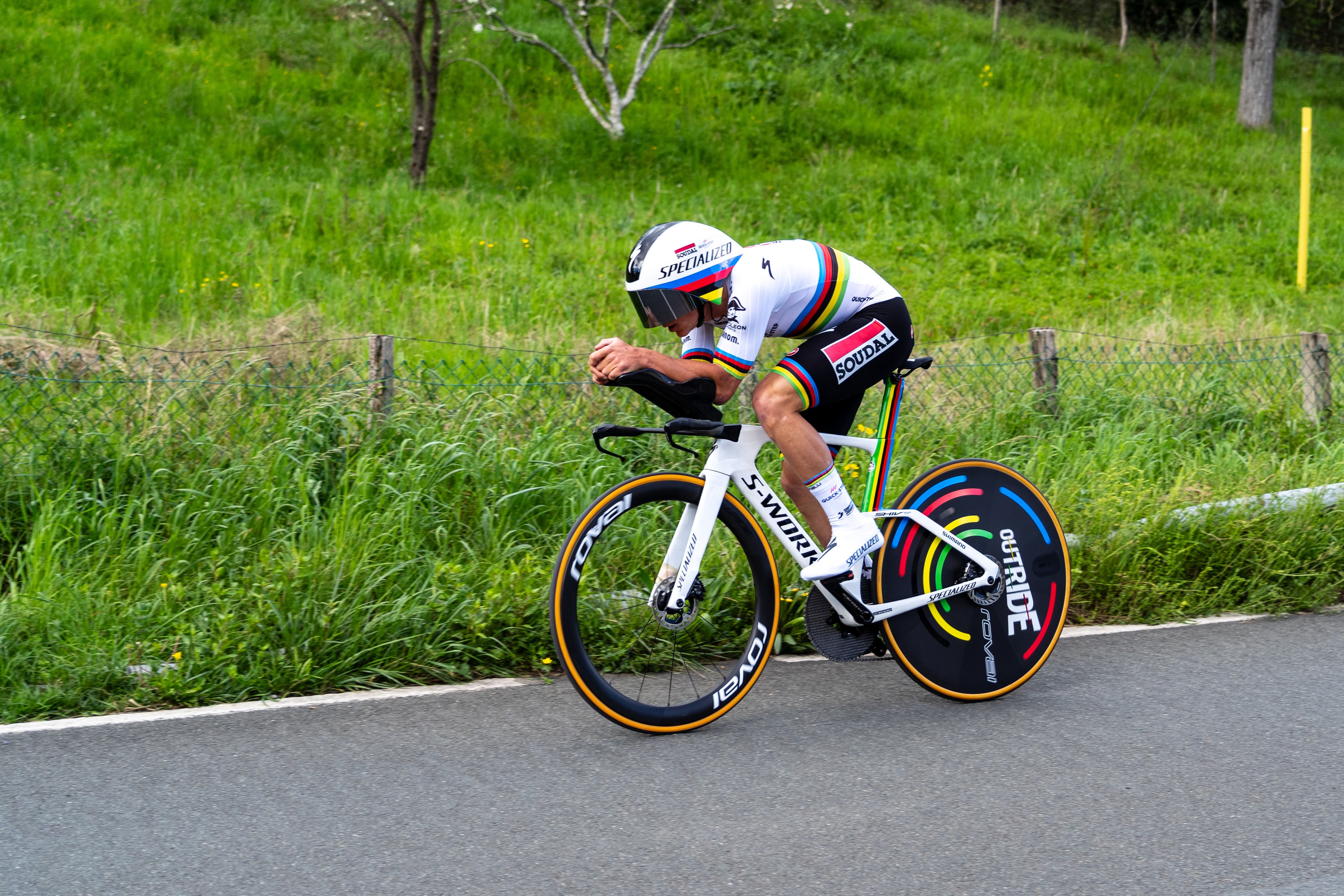
Remco Evenepoel.

| \| Classement de l'étape \| Classement de l'étape \| Classement de l'étape \| Classement de l'étape \| Classement de l'étape \| \| Coureur \| Coureur \| Pays \| Équipe \| Temps \| \| --------------------- \| --------------------- \| --------------------- \| -------------------------- \| --------------------- \| \| 1er \| Primož Roglič \| Slovénie \| Bora-Hansgrohe \| 12 min 34 s \| \| 2e \| Jay Vine \| Australie \| UAE Team Emirates \| + 7 s \| \| 3e \| Mattias Skjelmose \| Danemark \| Lidl-Trek \| + 10 s \| \| 4e \| Remco Evenepoel \| Belgique \| Soudal Quick-Step \| + 11 s \| \| 5e \| Jonas Vingegaard \| Danemark \| Team Visma \\| Lease a Bike \| + 15 s \| \| 6e \| Kévin Vauquelin \| France \| Arkéa-B&B Hotels \| + 16 s \| \| 7e \| Juan Ayuso \| Espagne \| UAE Team Emirates \| + 16 s \| \| 8e \| Maximilian Schachmann \| Allemagne \| Bora-Hansgrohe \| + 16 s \| \| 9e \| Ethan Hayter \| Royaume-Uni \| Ineos Grenadiers \| + 19 s \| \| 10e \| Ion Izagirre \| Espagne \| Cofidis \| + 21 s \| |                       |             |                            |             |
| |                       |             |                            |             |
| Source : ProCyclingStats |                       |             |                            |             |
| Classement de l'étape |                       |             |                            |             |
| Coureur | Coureur               | Pays        | Équipe                     | Temps       |
| 1er | Primož Roglič         | Slovénie    | Bora-Hansgrohe             | 12 min 34 s |
| 2e | Jay Vine              | Australie   | UAE Team Emirates          | + 7 s       |
| 3e | Mattias Skjelmose     | Danemark    | Lidl-Trek                  | + 10 s      |
| 4e | Remco Evenepoel       | Belgique    | Soudal Quick-Step          | + 11 s      |
| 5e | Jonas Vingegaard      | Danemark    | Team Visma \| Lease a Bike | + 15 s      |
| 6e | Kévin Vauquelin       | France      | Arkéa-B&B Hotels           | + 16 s      |
| 7e | Juan Ayuso            | Espagne     | UAE Team Emirates          | + 16 s      |
| 8e | Maximilian Schachmann | Allemagne   | Bora-Hansgrohe             | + 16 s      |
| 9e | Ethan Hayter          | Royaume-Uni | Ineos Grenadiers           | + 19 s      |
| 10e | Ion Izagirre          | Espagne     | Cofidis                    | + 21 s      |

| \| Classement général \| Classement général \| Classement général \| Classement général \| Classement général \| \| Coureur \| Coureur \| Pays \| Équipe \| Temps \| \| ------------------ \| --------------------- \| ------------------ \| -------------------------- \| ------------------ \| \| 1er \| Primož Roglič \| Slovénie \| Bora-Hansgrohe \| 12 min 34 s \| \| 2e \| Jay Vine \| Australie \| UAE Team Emirates \| + 7 s \| \| 3e \| Mattias Skjelmose \| Danemark \| Lidl-Trek \| + 10 s \| \| 4e \| Remco Evenepoel \| Belgique \| Soudal Quick-Step \| + 11 s \| \| 5e \| Jonas Vingegaard \| Danemark \| Team Visma \\| Lease a Bike \| + 15 s \| \| 6e \| Kévin Vauquelin \| France \| Arkéa-B&B Hotels \| + 16 s \| \| 7e \| Juan Ayuso \| Espagne \| UAE Team Emirates \| + 16 s \| \| 8e \| Maximilian Schachmann \| Allemagne \| Bora-Hansgrohe \| + 16 s \| \| 9e \| Ethan Hayter \| Royaume-Uni \| Ineos Grenadiers \| + 19 s \| \| 10e \| Ion Izagirre \| Espagne \| Cofidis \| + 21 s \| |                       |             |                            |             |
| |                       |             |                            |             |
| Source : ProCyclingStats |                       |             |                            |             |
| Classement général |                       |             |                            |             |
| Coureur | Coureur               | Pays        | Équipe                     | Temps       |
| 1er | Primož Roglič         | Slovénie    | Bora-Hansgrohe             | 12 min 34 s |
| 2e | Jay Vine              | Australie   | UAE Team Emirates          | + 7 s       |
| 3e | Mattias Skjelmose     | Danemark    | Lidl-Trek                  | + 10 s      |
| 4e | Remco Evenepoel       | Belgique    | Soudal Quick-Step          | + 11 s      |
| 5e | Jonas Vingegaard      | Danemark    | Team Visma \| Lease a Bike | + 15 s      |
| 6e | Kévin Vauquelin       | France      | Arkéa-B&B Hotels           | + 16 s      |
| 7e | Juan Ayuso            | Espagne     | UAE Team Emirates          | + 16 s      |
| 8e | Maximilian Schachmann | Allemagne   | Bora-Hansgrohe             | + 16 s      |
| 9e | Ethan Hayter          | Royaume-Uni | Ineos Grenadiers           | + 19 s      |
| 10e | Ion Izagirre          | Espagne     | Cofidis                    | + 21 s      |

### 2eétape
Les quatre derniers échappés sont repris à 13 kilomètres de l'arrivée. Bien emmené par son coéquipier Bruno Armirail, Paul Lapeira (Decathlon-AG2R) remporte cette deuxième étape au sprint devant un groupe d'une quarantaine de coureurs.

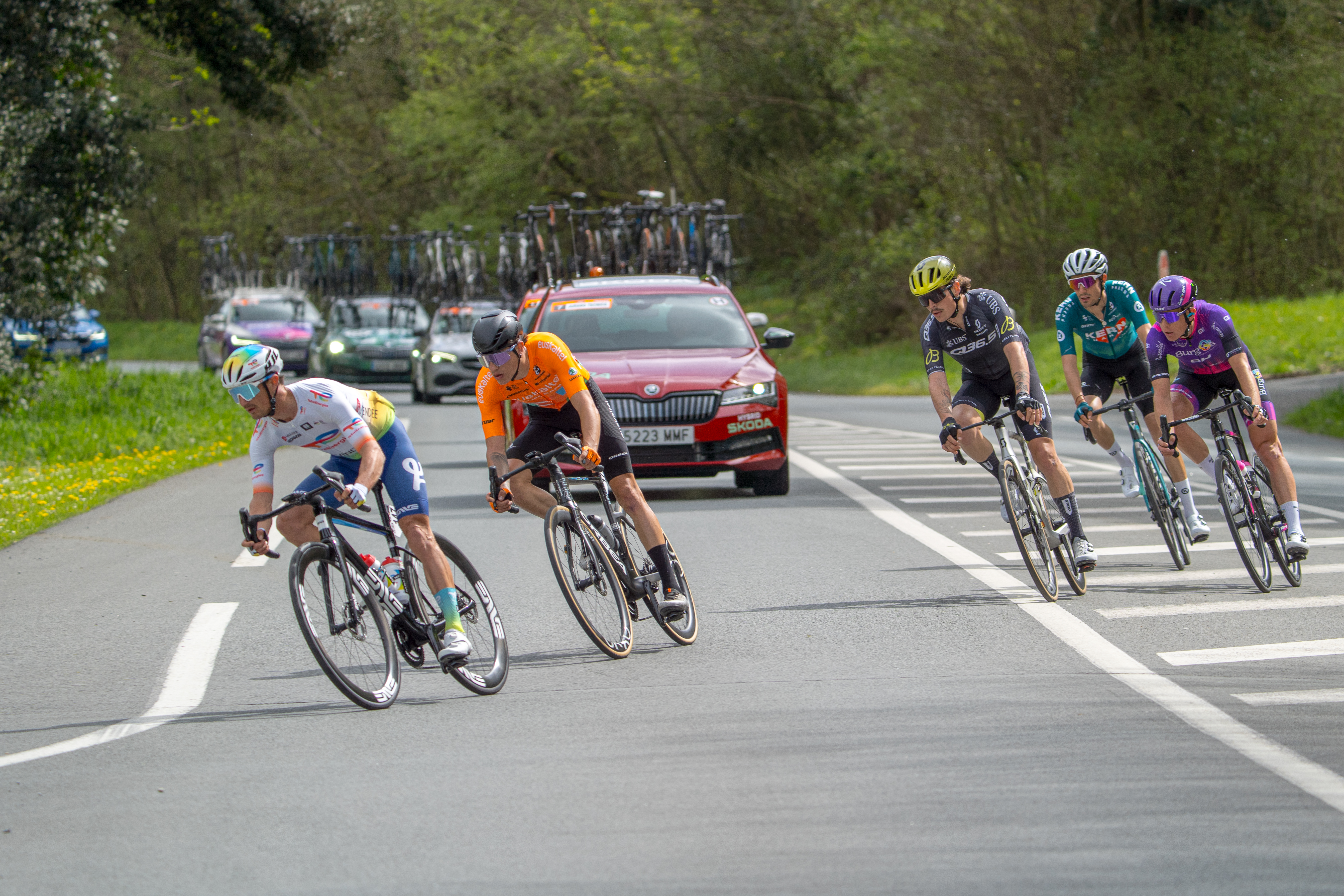
L'échappée avant Cambo-les-Bains.
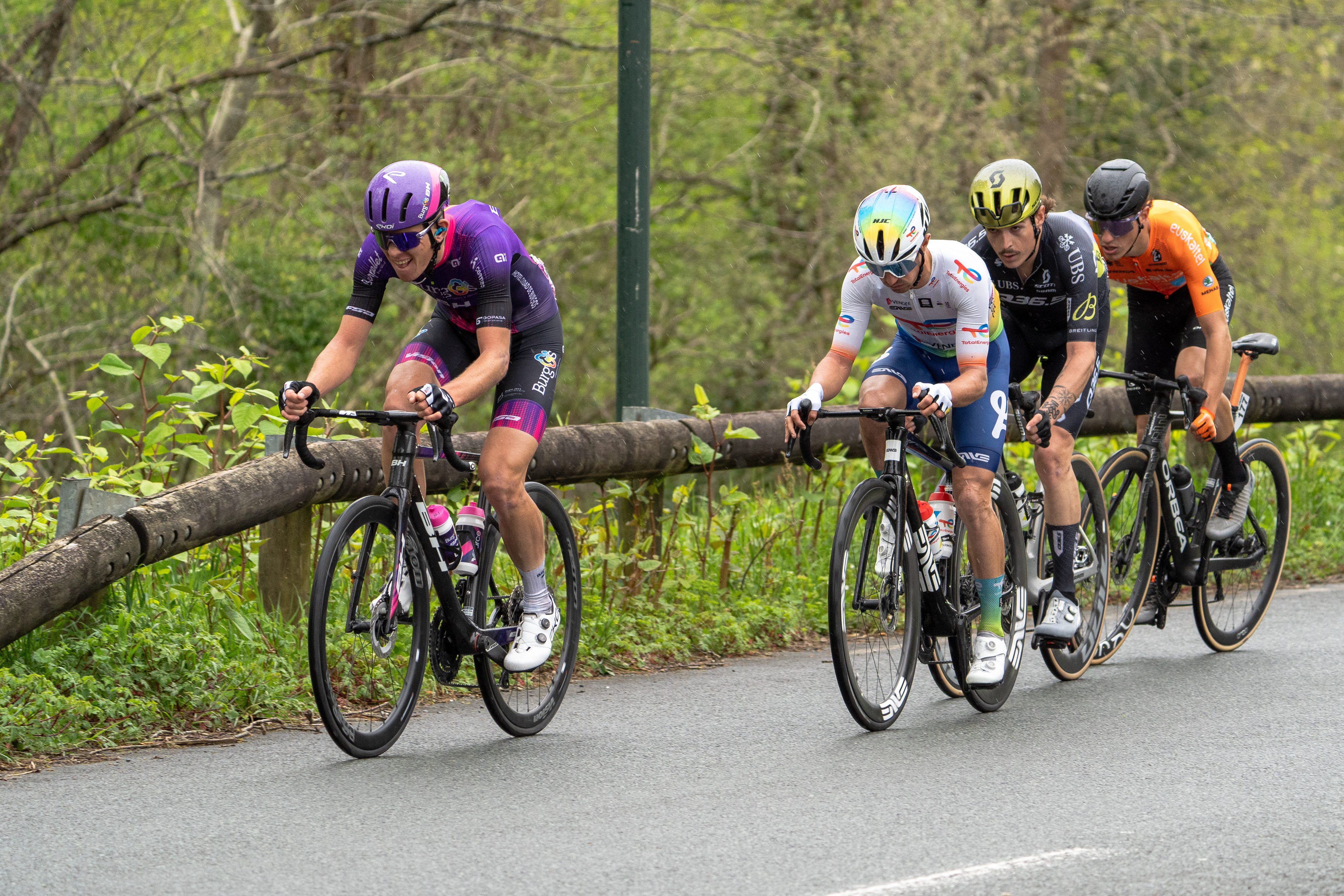
L'échappée après Ustaritz.
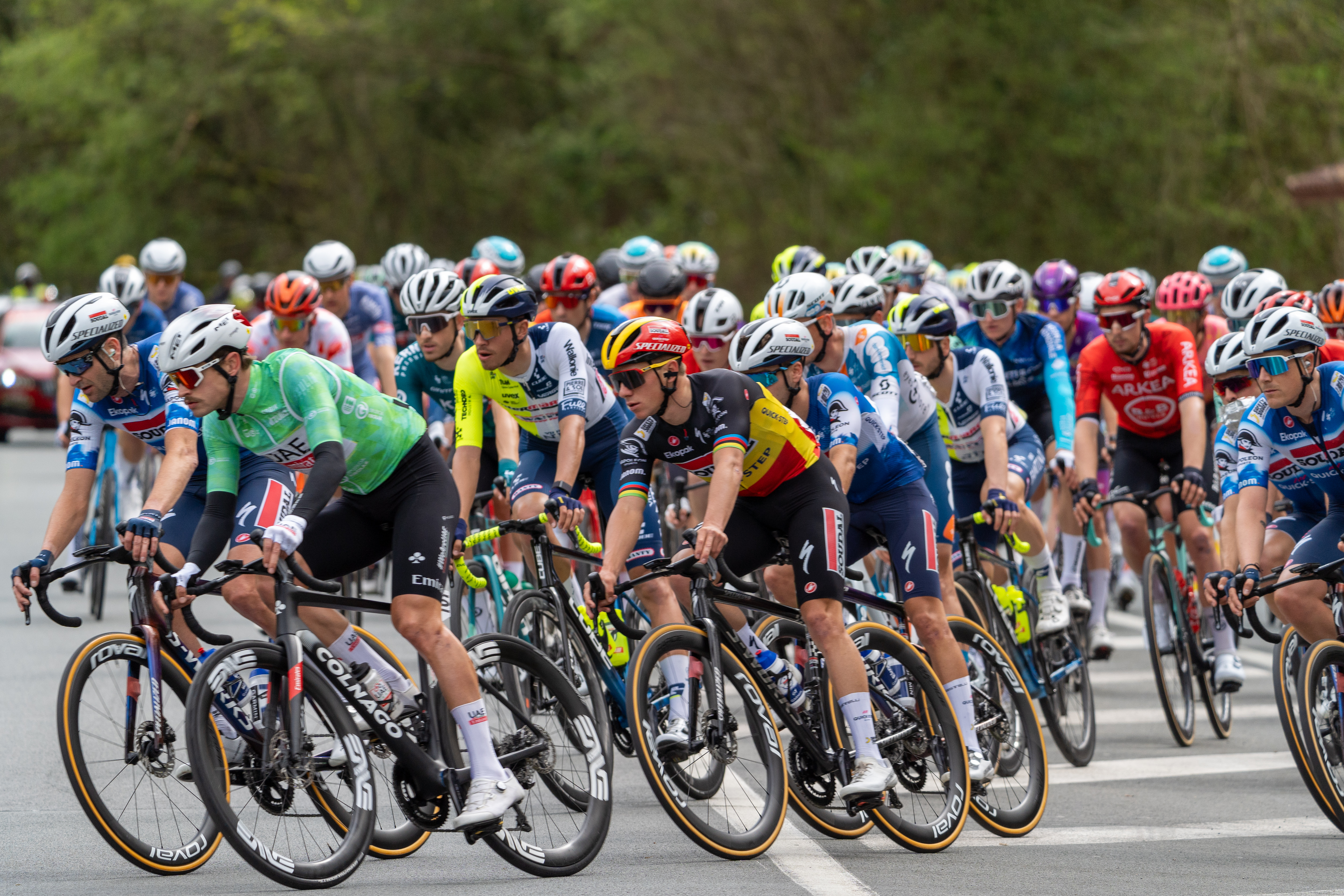
Le peloton avant Cambo-les-Bains.

| \| Classement de l'étape \| Classement de l'étape \| Classement de l'étape \| Classement de l'étape \| Classement de l'étape \| \| Coureur \| Coureur \| Pays \| Équipe \| Temps \| \| --------------------- \| --------------------- \| --------------------- \| -------------------------- \| --------------------- \| \| 1er \| Paul Lapeira \| France \| Decathlon-AG2R La Mondiale \| 3 h 42 min 28 s \| \| 2e \| Samuele Battistella \| Italie \| Astana Qazaqstan Team \| + 0 s \| \| 3e \| Louis Vervaeke \| Belgique \| Soudal Quick-Step \| + 0 s \| \| 4e \| Pau Miquel \| Espagne \| Equipo Kern Pharma \| + 0 s \| \| 5e \| Alex Aranburu \| Espagne \| Movistar Team \| + 0 s \| \| 6e \| Thomas Silva \| Uruguay \| Caja Rural-Seguros RGA \| + 0 s \| \| 7e \| Valentin Retailleau \| France \| Decathlon-AG2R La Mondiale \| + 0 s \| \| 8e \| Gonzalo Serrano \| Espagne \| Movistar Team \| + 0 s \| \| 9e \| Brandon McNulty \| États-Unis \| UAE Team Emirates \| + 0 s \| \| 10e \| Quinten Hermans \| Belgique \| Alpecin-Deceuninck \| + 0 s \| |                     |            |                            |                 |
| |                     |            |                            |                 |
| Source : ProCyclingStats |                     |            |                            |                 |
| Classement de l'étape |                     |            |                            |                 |
| Coureur | Coureur             | Pays       | Équipe                     | Temps           |
| 1er | Paul Lapeira        | France     | Decathlon-AG2R La Mondiale | 3 h 42 min 28 s |
| 2e | Samuele Battistella | Italie     | Astana Qazaqstan Team      | + 0 s           |
| 3e | Louis Vervaeke      | Belgique   | Soudal Quick-Step          | + 0 s           |
| 4e | Pau Miquel          | Espagne    | Equipo Kern Pharma         | + 0 s           |
| 5e | Alex Aranburu       | Espagne    | Movistar Team              | + 0 s           |
| 6e | Thomas Silva        | Uruguay    | Caja Rural-Seguros RGA     | + 0 s           |
| 7e | Valentin Retailleau | France     | Decathlon-AG2R La Mondiale | + 0 s           |
| 8e | Gonzalo Serrano     | Espagne    | Movistar Team              | + 0 s           |
| 9e | Brandon McNulty     | États-Unis | UAE Team Emirates          | + 0 s           |
| 10e | Quinten Hermans     | Belgique   | Alpecin-Deceuninck         | + 0 s           |

| \| Classement général \| Classement général \| Classement général \| Classement général \| Classement général \| \| Coureur \| Coureur \| Pays \| Équipe \| Temps \| \| ------------------ \| --------------------- \| ------------------ \| -------------------------- \| ------------------ \| \| 1er \| Primož Roglič \| Slovénie \| Bora-Hansgrohe \| 3 h 55 min 02 s \| \| 2e \| Mattias Skjelmose \| Danemark \| Lidl-Trek \| + 10 s \| \| 3e \| Remco Evenepoel \| Belgique \| Soudal Quick-Step \| + 10 s \| \| 4e \| Juan Ayuso \| Espagne \| UAE Team Emirates \| + 14 s \| \| 5e \| Jonas Vingegaard \| Danemark \| Team Visma \\| Lease a Bike \| + 15 s \| \| 6e \| Kévin Vauquelin \| France \| Arkéa-B&B Hotels \| + 16 s \| \| 7e \| Maximilian Schachmann \| Allemagne \| Bora-Hansgrohe \| + 16 s \| \| 8e \| Brandon McNulty \| États-Unis \| UAE Team Emirates \| + 23 s \| \| 9e \| Bruno Armirail \| France \| Decathlon-AG2R La Mondiale \| + 24 s \| \| 10e \| Pello Bilbao \| Espagne \| Bahrain Victorious \| + 25 s \| |                       |            |                            |                 |
| |                       |            |                            |                 |
| Source : ProCyclingStats |                       |            |                            |                 |
| Classement général |                       |            |                            |                 |
| Coureur | Coureur               | Pays       | Équipe                     | Temps           |
| 1er | Primož Roglič         | Slovénie   | Bora-Hansgrohe             | 3 h 55 min 02 s |
| 2e | Mattias Skjelmose     | Danemark   | Lidl-Trek                  | + 10 s          |
| 3e | Remco Evenepoel       | Belgique   | Soudal Quick-Step          | + 10 s          |
| 4e | Juan Ayuso            | Espagne    | UAE Team Emirates          | + 14 s          |
| 5e | Jonas Vingegaard      | Danemark   | Team Visma \| Lease a Bike | + 15 s          |
| 6e | Kévin Vauquelin       | France     | Arkéa-B&B Hotels           | + 16 s          |
| 7e | Maximilian Schachmann | Allemagne  | Bora-Hansgrohe             | + 16 s          |
| 8e | Brandon McNulty       | États-Unis | UAE Team Emirates          | + 23 s          |
| 9e | Bruno Armirail        | France     | Decathlon-AG2R La Mondiale | + 24 s          |
| 10e | Pello Bilbao          | Espagne    | Bahrain Victorious         | + 25 s          |

### 3eétape
L'étape est surtout marquée par la chute du maillot jaune Primož Roglič à 39 kilomètres de l'arrivée. Le Slovène bien éraflé perdant plus de deux minutes sur le peloton. Ses adversaires ne profitent pas de la situation et lui permettent de réintégrer le peloton treize kilomètres plus loin. Malgré quelques tentatives d'échappée, la victoire se joue finalement au sprint où le Belge Quinten Hermans s'impose.
| \| Classement de l'étape \| Classement de l'étape \| Classement de l'étape \| Classement de l'étape \| Classement de l'étape \| \| Coureur \| Coureur \| Pays \| Équipe \| Temps \| \| --------------------- \| --------------------- \| --------------------- \| -------------------------- \| --------------------- \| \| 1er \| Quinten Hermans \| Belgique \| Alpecin-Deceuninck \| 4 h 40 min 59 s \| \| 2e \| Edoardo Zambanini \| Italie \| Bahrain Victorious \| + 0 s \| \| 3e \| Alex Aranburu \| Espagne \| Movistar Team \| + 0 s \| \| 4e \| Davide De Pretto \| Italie \| Team Jayco AlUla \| + 0 s \| \| 5e \| Nikias Arndt \| Allemagne \| Bahrain Victorious \| + 0 s \| \| 6e \| Ethan Hayter \| Royaume-Uni \| Ineos Grenadiers \| + 0 s \| \| 7e \| Romain Grégoire \| France \| Groupama-FDJ \| + 0 s \| \| 8e \| Kévin Vauquelin \| France \| Arkéa-B&B Hotels \| + 0 s \| \| 9e \| Vito Braet \| Belgique \| Intermarché-Wanty \| + 0 s \| \| 10e \| Valentin Retailleau \| France \| Decathlon-AG2R La Mondiale \| + 0 s \| |                     |             |                            |                 |
| |                     |             |                            |                 |
| Source : ProCyclingStats |                     |             |                            |                 |
| Classement de l'étape |                     |             |                            |                 |
| Coureur | Coureur             | Pays        | Équipe                     | Temps           |
| 1er | Quinten Hermans     | Belgique    | Alpecin-Deceuninck         | 4 h 40 min 59 s |
| 2e | Edoardo Zambanini   | Italie      | Bahrain Victorious         | + 0 s           |
| 3e | Alex Aranburu       | Espagne     | Movistar Team              | + 0 s           |
| 4e | Davide De Pretto    | Italie      | Team Jayco AlUla           | + 0 s           |
| 5e | Nikias Arndt        | Allemagne   | Bahrain Victorious         | + 0 s           |
| 6e | Ethan Hayter        | Royaume-Uni | Ineos Grenadiers           | + 0 s           |
| 7e | Romain Grégoire     | France      | Groupama-FDJ               | + 0 s           |
| 8e | Kévin Vauquelin     | France      | Arkéa-B&B Hotels           | + 0 s           |
| 9e | Vito Braet          | Belgique    | Intermarché-Wanty          | + 0 s           |
| 10e | Valentin Retailleau | France      | Decathlon-AG2R La Mondiale | + 0 s           |

| \| Classement général \| Classement général \| Classement général \| Classement général \| Classement général \| \| Coureur \| Coureur \| Pays \| Équipe \| Temps \| \| ------------------ \| --------------------- \| ------------------ \| -------------------------- \| ------------------ \| \| 1er \| Primož Roglič \| Slovénie \| Bora-Hansgrohe \| 8 h 36 min 01 s \| \| 2e \| Remco Evenepoel \| Belgique \| Soudal Quick-Step \| + 7 s \| \| 3e \| Mattias Skjelmose \| Danemark \| Lidl-Trek \| + 10 s \| \| 4e \| Juan Ayuso \| Espagne \| UAE Team Emirates \| + 14 s \| \| 5e \| Jonas Vingegaard \| Danemark \| Team Visma \\| Lease a Bike \| + 14 s \| \| 6e \| Kévin Vauquelin \| France \| Arkéa-B&B Hotels \| + 16 s \| \| 7e \| Maximilian Schachmann \| Allemagne \| Bora-Hansgrohe \| + 16 s \| \| 8e \| Brandon McNulty \| États-Unis \| UAE Team Emirates \| + 23 s \| \| 9e \| Bruno Armirail \| France \| Decathlon-AG2R La Mondiale \| + 24 s \| \| 10e \| Pello Bilbao \| Espagne \| Bahrain Victorious \| + 25 s \| |                       |            |                            |                 |
| |                       |            |                            |                 |
| Source : ProCyclingStats |                       |            |                            |                 |
| Classement général |                       |            |                            |                 |
| Coureur | Coureur               | Pays       | Équipe                     | Temps           |
| 1er | Primož Roglič         | Slovénie   | Bora-Hansgrohe             | 8 h 36 min 01 s |
| 2e | Remco Evenepoel       | Belgique   | Soudal Quick-Step          | + 7 s           |
| 3e | Mattias Skjelmose     | Danemark   | Lidl-Trek                  | + 10 s          |
| 4e | Juan Ayuso            | Espagne    | UAE Team Emirates          | + 14 s          |
| 5e | Jonas Vingegaard      | Danemark   | Team Visma \| Lease a Bike | + 14 s          |
| 6e | Kévin Vauquelin       | France     | Arkéa-B&B Hotels           | + 16 s          |
| 7e | Maximilian Schachmann | Allemagne  | Bora-Hansgrohe             | + 16 s          |
| 8e | Brandon McNulty       | États-Unis | UAE Team Emirates          | + 23 s          |
| 9e | Bruno Armirail        | France     | Decathlon-AG2R La Mondiale | + 24 s          |
| 10e | Pello Bilbao          | Espagne    | Bahrain Victorious         | + 25 s          |

### 4eétape
Une échappée de six coureurs fait la course en tête et compte jusqu'à six minutes d'avance sur le peloton. À 35 kilomètres de l'arrivée, dans la rapide descente du col d'Olaeta, une importante chute partant d'une glissade de Natnael Tesfatsion (Lidl-Trek) met à terre les premiers coureurs du peloton dont les principaux favoris comme le maillot jaune Primož Roglič, déjà tombé la veille, Jonas Vingegaard, Remco Evenepoel et Jay Vine qui sont transférés à l'hôpital. L'étape est définitivement arrêtée pour le peloton afin de permettre l'évacuation des blessés. Les six échappés poursuivent la course pour la victoire d'étape mais les temps sont neutralisés. Le Sud-Africain Louis Meintjes s'impose en solitaire. Les deux premiers du classement général ayant abandonné, Mattias Skjelmose hérite du maillot jaune.
| \| Classement de l'étape \| Classement de l'étape \| Classement de l'étape \| Classement de l'étape \| Classement de l'étape \| \| Coureur \| Coureur \| Pays \| Équipe \| Temps \| \| --------------------- \| --------------------- \| --------------------- \| ---------------------- \| --------------------- \| \| 1er \| Louis Meintjes \| Afrique du Sud \| Intermarché-Wanty \| 4 h 21 min 15 s \| \| 2e \| Reuben Thompson \| Nouvelle-Zélande \| Groupama-FDJ \| + 0 s \| \| 3e \| Karel Vacek \| Tchéquie \| Burgos-BH \| + 0 s \| \| 4e \| Mikel Retegi \| Espagne \| Equipo Kern Pharma \| + 0 s \| \| 5e \| Mathieu Burgaudeau \| France \| TotalEnergies \| + 0 s \| \| 6e \| Joseba López \| Espagne \| Caja Rural-Seguros RGA \| + 0 s \| \| 7e \| Lorenzo Rota \| Italie \| Intermarché-Wanty \| + 0 s \| \| 8e \| Kevin Colleoni \| Italie \| Intermarché-Wanty \| + 0 s \| \| 9e \| Iván Cobo \| Espagne \| Equipo Kern Pharma \| + 0 s \| \| 10e \| José Manuel Díaz \| Espagne \| Burgos-BH \| + 0 s \| |                    |                  |                        |                 |
| |                    |                  |                        |                 |
| Source : ProCyclingStats |                    |                  |                        |                 |
| Classement de l'étape |                    |                  |                        |                 |
| Coureur | Coureur            | Pays             | Équipe                 | Temps           |
| 1er | Louis Meintjes     | Afrique du Sud   | Intermarché-Wanty      | 4 h 21 min 15 s |
| 2e | Reuben Thompson    | Nouvelle-Zélande | Groupama-FDJ           | + 0 s           |
| 3e | Karel Vacek        | Tchéquie         | Burgos-BH              | + 0 s           |
| 4e | Mikel Retegi       | Espagne          | Equipo Kern Pharma     | + 0 s           |
| 5e | Mathieu Burgaudeau | France           | TotalEnergies          | + 0 s           |
| 6e | Joseba López       | Espagne          | Caja Rural-Seguros RGA | + 0 s           |
| 7e | Lorenzo Rota       | Italie           | Intermarché-Wanty      | + 0 s           |
| 8e | Kevin Colleoni     | Italie           | Intermarché-Wanty      | + 0 s           |
| 9e | Iván Cobo          | Espagne          | Equipo Kern Pharma     | + 0 s           |
| 10e | José Manuel Díaz   | Espagne          | Burgos-BH              | + 0 s           |

| \| Classement général \| Classement général \| Classement général \| Classement général \| Classement général \| \| Coureur \| Coureur \| Pays \| Équipe \| Temps \| \| ------------------ \| --------------------- \| ------------------ \| -------------------------- \| ------------------ \| \| 1er \| Mattias Skjelmose \| Danemark \| Lidl-Trek \| 8 h 36 min 11 s \| \| 2e \| Juan Ayuso \| Espagne \| UAE Team Emirates \| + 4 s \| \| 3e \| Kévin Vauquelin \| France \| Arkéa-B&B Hotels \| + 6 s \| \| 4e \| Maximilian Schachmann \| Allemagne \| Bora-Hansgrohe \| + 6 s \| \| 5e \| Brandon McNulty \| États-Unis \| UAE Team Emirates \| + 13 s \| \| 6e \| Bruno Armirail \| France \| Decathlon-AG2R La Mondiale \| + 14 s \| \| 7e \| Pello Bilbao \| Espagne \| Bahrain Victorious \| + 15 s \| \| 8e \| Paul Lapeira \| France \| Decathlon-AG2R La Mondiale \| + 16 s \| \| 9e \| Nélson Oliveira \| Portugal \| Movistar Team \| + 18 s \| \| 10e \| Romain Grégoire \| France \| Groupama-FDJ \| + 18 s \| |                       |            |                            |                 |
| |                       |            |                            |                 |
| Source : ProCyclingStats |                       |            |                            |                 |
| Classement général |                       |            |                            |                 |
| Coureur | Coureur               | Pays       | Équipe                     | Temps           |
| 1er | Mattias Skjelmose     | Danemark   | Lidl-Trek                  | 8 h 36 min 11 s |
| 2e | Juan Ayuso            | Espagne    | UAE Team Emirates          | + 4 s           |
| 3e | Kévin Vauquelin       | France     | Arkéa-B&B Hotels           | + 6 s           |
| 4e | Maximilian Schachmann | Allemagne  | Bora-Hansgrohe             | + 6 s           |
| 5e | Brandon McNulty       | États-Unis | UAE Team Emirates          | + 13 s          |
| 6e | Bruno Armirail        | France     | Decathlon-AG2R La Mondiale | + 14 s          |
| 7e | Pello Bilbao          | Espagne    | Bahrain Victorious         | + 15 s          |
| 8e | Paul Lapeira          | France     | Decathlon-AG2R La Mondiale | + 16 s          |
| 9e | Nélson Oliveira       | Portugal   | Movistar Team              | + 18 s          |
| 10e | Romain Grégoire       | France     | Groupama-FDJ               | + 18 s          |

### 5eétape
Une première échappée de neuf coureurs se forme à une cinquantaine de kilomètres de l'arrivée mais elle est reprise progressivement par le groupe maillot jaune. Ensuite, plusieurs coureurs dont Santiago Buitrago (Bahrain Victorious) puis Brandon McNulty (UAE Emirates) tentent leur chance dans les dix derniers kilomètres mais ils sont rattrapés par le groupe des favoris. La victoire se joue au sprint dans un groupe de 34 unités. Romain Grégoire (Groupama-FDJ) gagne l'étape devant Orluis Aular (Caja Rural) et Maximilian Schachmann (Bora-Hansgrohe), les trois premiers étant départagés par la photo-finish.
| \| Classement de l'étape \| Classement de l'étape \| Classement de l'étape \| Classement de l'étape \| Classement de l'étape \| \| Coureur \| Coureur \| Pays \| Équipe \| Temps \| \| --------------------- \| --------------------- \| --------------------- \| ---------------------- \| --------------------- \| \| 1er \| Romain Grégoire \| France \| Groupama-FDJ \| 3 h 43 min 28 s \| \| 2e \| Orluis Aular \| Venezuela \| Caja Rural-Seguros RGA \| + 0 s \| \| 3e \| Maximilian Schachmann \| Allemagne \| Bora-Hansgrohe \| + 0 s \| \| 4e \| Quentin Pacher \| France \| Groupama-FDJ \| + 0 s \| \| 5e \| Alex Aranburu \| Espagne \| Movistar Team \| + 0 s \| \| 6e \| Santiago Buitrago \| Colombie \| Bahrain Victorious \| + 0 s \| \| 7e \| Pello Bilbao \| Espagne \| Bahrain Victorious \| + 0 s \| \| 8e \| Damien Howson \| Australie \| Q36.5 Pro Cycling Team \| + 0 s \| \| 9e \| Samuele Battistella \| Italie \| Astana Qazaqstan Team \| + 0 s \| \| 10e \| Carlos Rodríguez \| Espagne \| Ineos Grenadiers \| + 0 s \| |                       |           |                        |                 |
| |                       |           |                        |                 |
| Source : ProCyclingStats |                       |           |                        |                 |
| Classement de l'étape |                       |           |                        |                 |
| Coureur | Coureur               | Pays      | Équipe                 | Temps           |
| 1er | Romain Grégoire       | France    | Groupama-FDJ           | 3 h 43 min 28 s |
| 2e | Orluis Aular          | Venezuela | Caja Rural-Seguros RGA | + 0 s           |
| 3e | Maximilian Schachmann | Allemagne | Bora-Hansgrohe         | + 0 s           |
| 4e | Quentin Pacher        | France    | Groupama-FDJ           | + 0 s           |
| 5e | Alex Aranburu         | Espagne   | Movistar Team          | + 0 s           |
| 6e | Santiago Buitrago     | Colombie  | Bahrain Victorious     | + 0 s           |
| 7e | Pello Bilbao          | Espagne   | Bahrain Victorious     | + 0 s           |
| 8e | Damien Howson         | Australie | Q36.5 Pro Cycling Team | + 0 s           |
| 9e | Samuele Battistella   | Italie    | Astana Qazaqstan Team  | + 0 s           |
| 10e | Carlos Rodríguez      | Espagne   | Ineos Grenadiers       | + 0 s           |

| \| Classement général \| Classement général \| Classement général \| Classement général \| Classement général \| \| Coureur \| Coureur \| Pays \| Équipe \| Temps \| \| ------------------ \| --------------------- \| ------------------ \| -------------------------- \| ------------------ \| \| 1er \| Mattias Skjelmose \| Danemark \| Lidl-Trek \| 12 h 19 min 39 s \| \| 2e \| Maximilian Schachmann \| Allemagne \| Bora-Hansgrohe \| + 2 s \| \| 3e \| Juan Ayuso \| Espagne \| UAE Team Emirates \| + 4 s \| \| 4e \| Kévin Vauquelin \| France \| Arkéa-B&B Hotels \| + 6 s \| \| 5e \| Romain Grégoire \| France \| Groupama-FDJ \| + 8 s \| \| 6e \| Brandon McNulty \| États-Unis \| UAE Team Emirates \| + 13 s \| \| 7e \| Bruno Armirail \| France \| Decathlon-AG2R La Mondiale \| + 14 s \| \| 8e \| Pello Bilbao \| Espagne \| Bahrain Victorious \| + 15 s \| \| 9e \| Alex Aranburu \| Espagne \| Movistar Team \| + 23 s \| \| 10e \| Jordan Jegat \| France \| TotalEnergies \| + 30 s \| |                       |            |                            |                  |
| |                       |            |                            |                  |
| Source : ProCyclingStats |                       |            |                            |                  |
| Classement général |                       |            |                            |                  |
| Coureur | Coureur               | Pays       | Équipe                     | Temps            |
| 1er | Mattias Skjelmose     | Danemark   | Lidl-Trek                  | 12 h 19 min 39 s |
| 2e | Maximilian Schachmann | Allemagne  | Bora-Hansgrohe             | + 2 s            |
| 3e | Juan Ayuso            | Espagne    | UAE Team Emirates          | + 4 s            |
| 4e | Kévin Vauquelin       | France     | Arkéa-B&B Hotels           | + 6 s            |
| 5e | Romain Grégoire       | France     | Groupama-FDJ               | + 8 s            |
| 6e | Brandon McNulty       | États-Unis | UAE Team Emirates          | + 13 s           |
| 7e | Bruno Armirail        | France     | Decathlon-AG2R La Mondiale | + 14 s           |
| 8e | Pello Bilbao          | Espagne    | Bahrain Victorious         | + 15 s           |
| 9e | Alex Aranburu         | Espagne    | Movistar Team              | + 23 s           |
| 10e | Jordan Jegat          | France     | TotalEnergies              | + 30 s           |

### 6eétape
Une importante échappée de 23 hommes se détache en début d'étape mais tous ces coureurs sont finalement repris dans le final. À une vingtaine de kilomètres de l’arrivée, un petit groupe de six coureurs avec le maillot jaune Mattias Skjelmose mène la course mais, trois kilomètres plus loin, Juan Ayuso et Carlos Rodriguez se retrouvent seuls en tête dans la dernière ascension de la journée. Ils se relaient et accentuent leur avance sur Skjelmose. Rodriguez gagne l'étape et Ayuso remporte le classement général au détriment de Skjelmose, arrivé quatrième de l'étape à 41 secondes.
| \| Classement de l'étape \| Classement de l'étape \| Classement de l'étape \| Classement de l'étape \| Classement de l'étape \| \| Coureur \| Coureur \| Pays \| Équipe \| Temps \| \| --------------------- \| --------------------- \| --------------------- \| ------------------------- \| --------------------- \| \| 1er \| Carlos Rodríguez \| Espagne \| Ineos Grenadiers \| 3 h 37 min 13 s \| \| 2e \| Juan Ayuso \| Espagne \| UAE Team Emirates \| + 0 s \| \| 3e \| Marc Soler \| Espagne \| UAE Team Emirates \| + 41 s \| \| 4e \| Mattias Skjelmose \| Danemark \| Lidl-Trek \| + 41 s \| \| 5e \| Oscar Onley \| Royaume-Uni \| Team dsm-firmenich PostNL \| + 41 s \| \| 6e \| Bauke Mollema \| Pays-Bas \| Lidl-Trek \| + 1 min 31 s \| \| 7e \| Brandon McNulty \| États-Unis \| UAE Team Emirates \| + 1 min 31 s \| \| 8e \| Pello Bilbao \| Espagne \| Bahrain Victorious \| + 1 min 31 s \| \| 9e \| Esteban Chaves \| Colombie \| EF Education-EasyPost \| + 1 min 33 s \| \| 10e \| Isaac Del Toro \| Mexique \| UAE Team Emirates \| + 1 min 41 s \| |                   |             |                           |                 |
| |                   |             |                           |                 |
| Source : ProCyclingStats |                   |             |                           |                 |
| Classement de l'étape |                   |             |                           |                 |
| Coureur | Coureur           | Pays        | Équipe                    | Temps           |
| 1er | Carlos Rodríguez  | Espagne     | Ineos Grenadiers          | 3 h 37 min 13 s |
| 2e | Juan Ayuso        | Espagne     | UAE Team Emirates         | + 0 s           |
| 3e | Marc Soler        | Espagne     | UAE Team Emirates         | + 41 s          |
| 4e | Mattias Skjelmose | Danemark    | Lidl-Trek                 | + 41 s          |
| 5e | Oscar Onley       | Royaume-Uni | Team dsm-firmenich PostNL | + 41 s          |
| 6e | Bauke Mollema     | Pays-Bas    | Lidl-Trek                 | + 1 min 31 s    |
| 7e | Brandon McNulty   | États-Unis  | UAE Team Emirates         | + 1 min 31 s    |
| 8e | Pello Bilbao      | Espagne     | Bahrain Victorious        | + 1 min 31 s    |
| 9e | Esteban Chaves    | Colombie    | EF Education-EasyPost     | + 1 min 33 s    |
| 10e | Isaac Del Toro    | Mexique     | UAE Team Emirates         | + 1 min 41 s    |

## Classements finals

### Classement général
| \| Classement général \| Classement général \| Classement général \| Classement général \| Classement général \| \| Coureur \| Coureur \| Pays \| Équipe \| Temps \| \| ------------------ \| --------------------- \| ------------------ \| -------------------------- \| ------------------ \| \| 1er \| Juan Ayuso \| Espagne \| UAE Team Emirates \| 15 h 56 min 50 s \| \| 2e \| Carlos Rodríguez \| Espagne \| Ineos Grenadiers \| + 42 s \| \| 3e \| Mattias Skjelmose \| Danemark \| Lidl-Trek \| + 43 s \| \| 4e \| Marc Soler \| Espagne \| UAE Team Emirates \| + 1 min 23 s \| \| 5e \| Brandon McNulty \| États-Unis \| UAE Team Emirates \| + 1 min 46 s \| \| 6e \| Pello Bilbao \| Espagne \| Bahrain Victorious \| + 1 min 48 s \| \| 7e \| Isaac Del Toro \| Mexique \| UAE Team Emirates \| + 2 min 15 s \| \| 8e \| Kévin Vauquelin \| France \| Arkéa-B&B Hotels \| + 2 min 38 s \| \| 9e \| Ion Izagirre \| Espagne \| Cofidis \| + 3 min 06 s \| \| 10e \| Alex Baudin \| France \| Decathlon-AG2R La Mondiale \| + 3 min 07 s \| \| 11e \| Santiago Buitrago \| Colombie \| Bahrain Victorious \| + 3 min 09 s \| \| 12e \| Jai Hindley \| Australie \| Bora-Hansgrohe \| + 3 min 19 s \| \| 13e \| Maximilian Schachmann \| Allemagne \| Bora-Hansgrohe \| + 3 min 40 s \| \| 14e \| Victor Langellotti \| Monaco \| Burgos-BH \| + 3 min 59 s \| \| 15e \| Alex Aranburu \| Espagne \| Movistar Team \| + 4 min 01 s \| \| 16e \| Esteban Chaves \| Colombie \| EF Education-EasyPost \| + 4 min 01 s \| \| 17e \| Jordan Jegat \| France \| TotalEnergies \| + 4 min 08 s \| \| 18e \| Ethan Hayter \| Royaume-Uni \| Ineos Grenadiers \| + 4 min 10 s \| \| 19e \| Oscar Onley \| Royaume-Uni \| Team dsm-firmenich PostNL \| + 4 min 48 s \| \| 20e \| Bruno Armirail \| France \| Decathlon-AG2R La Mondiale \| + 5 min 32 s \| \| 21e \| Rigoberto Urán \| Colombie \| EF Education-EasyPost \| + 5 min 57 s \| \| 22e \| Simon Geschke \| Allemagne \| Cofidis \| + 6 min 14 s \| \| 23e \| Quentin Pacher \| France \| Groupama-FDJ \| + 6 min 17 s \| \| 24e \| Víctor de la Parte \| Espagne \| Euskaltel-Euskadi \| + 6 min 18 s \| \| 25e \| Junior Lecerf \| Belgique \| Soudal Quick-Step \| + 6 min 31 s \| |                       |             |                            |                  |
| |                       |             |                            |                  |
| Source : ProCyclingStats |                       |             |                            |                  |
| Classement général |                       |             |                            |                  |
| Coureur | Coureur               | Pays        | Équipe                     | Temps            |
| 1er | Juan Ayuso            | Espagne     | UAE Team Emirates          | 15 h 56 min 50 s |
| 2e | Carlos Rodríguez      | Espagne     | Ineos Grenadiers           | + 42 s           |
| 3e | Mattias Skjelmose     | Danemark    | Lidl-Trek                  | + 43 s           |
| 4e | Marc Soler            | Espagne     | UAE Team Emirates          | + 1 min 23 s     |
| 5e | Brandon McNulty       | États-Unis  | UAE Team Emirates          | + 1 min 46 s     |
| 6e | Pello Bilbao          | Espagne     | Bahrain Victorious         | + 1 min 48 s     |
| 7e | Isaac Del Toro        | Mexique     | UAE Team Emirates          | + 2 min 15 s     |
| 8e | Kévin Vauquelin       | France      | Arkéa-B&B Hotels           | + 2 min 38 s     |
| 9e | Ion Izagirre          | Espagne     | Cofidis                    | + 3 min 06 s     |
| 10e | Alex Baudin           | France      | Decathlon-AG2R La Mondiale | + 3 min 07 s     |
| 11e | Santiago Buitrago     | Colombie    | Bahrain Victorious         | + 3 min 09 s     |
| 12e | Jai Hindley           | Australie   | Bora-Hansgrohe             | + 3 min 19 s     |
| 13e | Maximilian Schachmann | Allemagne   | Bora-Hansgrohe             | + 3 min 40 s     |
| 14e | Victor Langellotti    | Monaco      | Burgos-BH                  | + 3 min 59 s     |
| 15e | Alex Aranburu         | Espagne     | Movistar Team              | + 4 min 01 s     |
| 16e | Esteban Chaves        | Colombie    | EF Education-EasyPost      | + 4 min 01 s     |
| 17e | Jordan Jegat          | France      | TotalEnergies              | + 4 min 08 s     |
| 18e | Ethan Hayter          | Royaume-Uni | Ineos Grenadiers           | + 4 min 10 s     |
| 19e | Oscar Onley           | Royaume-Uni | Team dsm-firmenich PostNL  | + 4 min 48 s     |
| 20e | Bruno Armirail        | France      | Decathlon-AG2R La Mondiale | + 5 min 32 s     |
| 21e | Rigoberto Urán        | Colombie    | EF Education-EasyPost      | + 5 min 57 s     |
| 22e | Simon Geschke         | Allemagne   | Cofidis                    | + 6 min 14 s     |
| 23e | Quentin Pacher        | France      | Groupama-FDJ               | + 6 min 17 s     |
| 24e | Víctor de la Parte    | Espagne     | Euskaltel-Euskadi          | + 6 min 18 s     |
| 25e | Junior Lecerf         | Belgique    | Soudal Quick-Step          | + 6 min 31 s     |

| Classement par points | Classement par points | Classement par points | Classement par points | Classement par points |
| Coureur               | Coureur               | Pays                  | Équipe                | Points                |
| --------------------- | --------------------- | --------------------- | --------------------- | --------------------- |
| 1er                   | Alex Aranburu         | Espagne               | Movistar Team         | 40 pts                |
| 2e                    | Juan Ayuso            | Espagne               | UAE Team Emirates     | 35 pts                |
| 3e                    | Romain Grégoire       | France                | Groupama-FDJ          | 34 pts                |
| 4e                    | Carlos Rodríguez      | Espagne               | Ineos Grenadiers      | 31 pts                |
| 5e                    | Mattias Skjelmose     | Danemark              | Lidl-Trek             | 30 pts                |
| 6e                    | Isaac Del Toro        | Mexique               | UAE Team Emirates     | 28 pts                |
| 7e                    | Marc Soler            | Espagne               | UAE Team Emirates     | 26 pts                |
| 8e                    | Maximilian Schachmann | Allemagne             | Bora-Hansgrohe        | 24 pts                |
| 9e                    | Kévin Vauquelin       | France                | Arkéa-B&B Hotels      | 23 pts                |
| 10e                   | Brandon McNulty       | États-Unis            | UAE Team Emirates     | 21 pts                |

| Classement par points | Classement par points | Classement par points | Classement par points | Classement par points |
| Coureur               | Coureur               | Pays                  | Équipe                | Points                |
| --------------------- | --------------------- | --------------------- | --------------------- | --------------------- |
| 1er                   | Alex Aranburu         | Espagne               | Movistar Team         | 40 pts                |
| 2e                    | Juan Ayuso            | Espagne               | UAE Team Emirates     | 35 pts                |
| 3e                    | Romain Grégoire       | France                | Groupama-FDJ          | 34 pts                |
| 4e                    | Carlos Rodríguez      | Espagne               | Ineos Grenadiers      | 31 pts                |
| 5e                    | Mattias Skjelmose     | Danemark              | Lidl-Trek             | 30 pts                |
| 6e                    | Isaac Del Toro        | Mexique               | UAE Team Emirates     | 28 pts                |
| 7e                    | Marc Soler            | Espagne               | UAE Team Emirates     | 26 pts                |
| 8e                    | Maximilian Schachmann | Allemagne             | Bora-Hansgrohe        | 24 pts                |
| 9e                    | Kévin Vauquelin       | France                | Arkéa-B&B Hotels      | 23 pts                |
| 10e                   | Brandon McNulty       | États-Unis            | UAE Team Emirates     | 21 pts                |

| Classement de la montagne | Classement de la montagne | Classement de la montagne | Classement de la montagne  | Classement de la montagne |
| Coureur                   | Coureur                   | Pays                      | Équipe                     | Points                    |
| ------------------------- | ------------------------- | ------------------------- | -------------------------- | ------------------------- |
| 1er                       | Sepp Kuss                 | États-Unis                | Team Visma \| Lease a Bike | 35 pts                    |
| 2e                        | Louis Meintjes            | Afrique du Sud            | Intermarché-Wanty          | 20 pts                    |
| 3e                        | Isaac Del Toro            | Mexique                   | UAE Team Emirates          | 15 pts                    |
| 4e                        | Rein Taaramäe             | Estonie                   | Intermarché-Wanty          | 15 pts                    |
| 5e                        | Igor Arrieta              | Espagne                   | UAE Team Emirates          | 15 pts                    |
| 6e                        | Oscar Onley               | Royaume-Uni               | Team dsm-firmenich PostNL  | 14 pts                    |
| 7e                        | Marc Soler                | Espagne                   | UAE Team Emirates          | 14 pts                    |
| 8e                        | Esteban Chaves            | Colombie                  | EF Education-EasyPost      | 12 pts                    |
| 9e                        | Alan Jousseaume           | France                    | TotalEnergies              | 11 pts                    |
| 10e                       | Eric Fagúndez             | Uruguay                   | Burgos-BH                  | 11 pts                    |

| Classement de la montagne | Classement de la montagne | Classement de la montagne | Classement de la montagne  | Classement de la montagne |
| Coureur                   | Coureur                   | Pays                      | Équipe                     | Points                    |
| ------------------------- | ------------------------- | ------------------------- | -------------------------- | ------------------------- |
| 1er                       | Sepp Kuss                 | États-Unis                | Team Visma \| Lease a Bike | 35 pts                    |
| 2e                        | Louis Meintjes            | Afrique du Sud            | Intermarché-Wanty          | 20 pts                    |
| 3e                        | Isaac Del Toro            | Mexique                   | UAE Team Emirates          | 15 pts                    |
| 4e                        | Rein Taaramäe             | Estonie                   | Intermarché-Wanty          | 15 pts                    |
| 5e                        | Igor Arrieta              | Espagne                   | UAE Team Emirates          | 15 pts                    |
| 6e                        | Oscar Onley               | Royaume-Uni               | Team dsm-firmenich PostNL  | 14 pts                    |
| 7e                        | Marc Soler                | Espagne                   | UAE Team Emirates          | 14 pts                    |
| 8e                        | Esteban Chaves            | Colombie                  | EF Education-EasyPost      | 12 pts                    |
| 9e                        | Alan Jousseaume           | France                    | TotalEnergies              | 11 pts                    |
| 10e                       | Eric Fagúndez             | Uruguay                   | Burgos-BH                  | 11 pts                    |

| Classement du meilleur jeune | Classement du meilleur jeune | Classement du meilleur jeune | Classement du meilleur jeune | Classement du meilleur jeune |
| Coureur                      | Coureur                      | Pays                         | Équipe                       | Temps                        |
| ---------------------------- | ---------------------------- | ---------------------------- | ---------------------------- | ---------------------------- |
| 1er                          | Juan Ayuso                   | Espagne                      | UAE Team Emirates            | 15 h 56 min 50 s             |
| 2e                           | Isaac Del Toro               | Mexique                      | UAE Team Emirates            | + 2 min 15 s                 |
| 3e                           | Oscar Onley                  | Royaume-Uni                  | Team dsm-firmenich PostNL    | + 4 min 48 s                 |
| 4e                           | Junior Lecerf                | Belgique                     | Soudal Quick-Step            | + 6 min 31 s                 |
| 5e                           | Romain Grégoire              | France                       | Groupama-FDJ                 | + 9 min 39 s                 |
| 6e                           | Gianmarco Garofoli           | Italie                       | Astana Qazaqstan Team        | + 12 min 42 s                |
| 7e                           | Johannes Staune-Mittet       | Norvège                      | Team Visma \| Lease a Bike   | + 13 min 52 s                |
| 8e                           | Igor Arrieta                 | Espagne                      | UAE Team Emirates            | + 17 min 14 s                |
| 9e                           | Alexy Faure Prost            | France                       | Intermarché-Wanty            | + 25 min 04 s                |
| 10e                          | Iker Mintegi                 | Espagne                      | Euskaltel-Euskadi            | + 28 min 11 s                |

| Classement du meilleur jeune | Classement du meilleur jeune | Classement du meilleur jeune | Classement du meilleur jeune | Classement du meilleur jeune |
| Coureur                      | Coureur                      | Pays                         | Équipe                       | Temps                        |
| ---------------------------- | ---------------------------- | ---------------------------- | ---------------------------- | ---------------------------- |
| 1er                          | Juan Ayuso                   | Espagne                      | UAE Team Emirates            | 15 h 56 min 50 s             |
| 2e                           | Isaac Del Toro               | Mexique                      | UAE Team Emirates            | + 2 min 15 s                 |
| 3e                           | Oscar Onley                  | Royaume-Uni                  | Team dsm-firmenich PostNL    | + 4 min 48 s                 |
| 4e                           | Junior Lecerf                | Belgique                     | Soudal Quick-Step            | + 6 min 31 s                 |
| 5e                           | Romain Grégoire              | France                       | Groupama-FDJ                 | + 9 min 39 s                 |
| 6e                           | Gianmarco Garofoli           | Italie                       | Astana Qazaqstan Team        | + 12 min 42 s                |
| 7e                           | Johannes Staune-Mittet       | Norvège                      | Team Visma \| Lease a Bike   | + 13 min 52 s                |
| 8e                           | Igor Arrieta                 | Espagne                      | UAE Team Emirates            | + 17 min 14 s                |
| 9e                           | Alexy Faure Prost            | France                       | Intermarché-Wanty            | + 25 min 04 s                |
| 10e                          | Iker Mintegi                 | Espagne                      | Euskaltel-Euskadi            | + 28 min 11 s                |

| Classement par équipes | Classement par équipes     | Classement par équipes | Classement par équipes |
| Équipe                 | Équipe                     | Pays                   | Temps                  |
| ---------------------- | -------------------------- | ---------------------- | ---------------------- |
| 1re                    | UAE Team Emirates          | Émirats arabes unis    | 47 h 53 min 27 s       |
| 2e                     | Bahrain Victorious         | Bahreïn                | + 8 min 30 s           |
| 3e                     | Ineos Grenadiers           | Royaume-Uni            | + 8 min 36 s           |
| 4e                     | EF Education-EasyPost      | États-Unis             | + 9 min 43 s           |
| 5e                     | Bora-Hansgrohe             | Allemagne              | + 9 min 53 s           |
| 6e                     | Lidl-Trek                  | États-Unis             | + 9 min 56 s           |
| 7e                     | Movistar Team              | Espagne                | + 13 min 49 s          |
| 8e                     | Team Visma \| Lease a Bike | Pays-Bas               | + 17 min 02 s          |
| 9e                     | Decathlon-AG2R La Mondiale | France                 | + 17 min 59 s          |
| 10e                    | Team dsm-firmenich PostNL  | Pays-Bas               | + 18 min 48 s          |

| Classement par équipes | Classement par équipes     | Classement par équipes | Classement par équipes |
| Équipe                 | Équipe                     | Pays                   | Temps                  |
| ---------------------- | -------------------------- | ---------------------- | ---------------------- |
| 1re                    | UAE Team Emirates          | Émirats arabes unis    | 47 h 53 min 27 s       |
| 2e                     | Bahrain Victorious         | Bahreïn                | + 8 min 30 s           |
| 3e                     | Ineos Grenadiers           | Royaume-Uni            | + 8 min 36 s           |
| 4e                     | EF Education-EasyPost      | États-Unis             | + 9 min 43 s           |
| 5e                     | Bora-Hansgrohe             | Allemagne              | + 9 min 53 s           |
| 6e                     | Lidl-Trek                  | États-Unis             | + 9 min 56 s           |
| 7e                     | Movistar Team              | Espagne                | + 13 min 49 s          |
| 8e                     | Team Visma \| Lease a Bike | Pays-Bas               | + 17 min 02 s          |
| 9e                     | Decathlon-AG2R La Mondiale | France                 | + 17 min 59 s          |
| 10e                    | Team dsm-firmenich PostNL  | Pays-Bas               | + 18 min 48 s          |

## Classements UCI
| Rang | Coureur | Équipe | Général | Etape | Leader | Total |
| ---- | ------- | ------ | ------- | ----- | ------ | ----- |
| 1er  |         |        |         |       |        |       |
| 2e   |         |        |         |       |        |       |
| 3e   |         |        |         |       |        |       |
| 4e   |         |        |         |       |        |       |
| 5e   |         |        |         |       |        |       |
| 6e   |         |        |         |       |        |       |
| 7e   |         |        |         |       |        |       |
| 8e   |         |        |         |       |        |       |
| 9e   |         |        |         |       |        |       |
| 10e  |         |        |         |       |        |       |

## Évolution des classements
| Étape              | Vainqueur          | Classement général | Classement par points | Classement de la montagne | Classement du meilleur jeune | Classement par équipes |
| ------------------ | ------------------ | ------------------ | --------------------- | ------------------------- | ---------------------------- | ---------------------- |
| 1                  | Primož Roglič      | Primož Roglič      | Primož Roglič         | Primož Roglič             | Juan Ayuso                   | UAE Emirates           |
| 2                  | Paul Lapeira       | Primož Roglič      | Primož Roglič         | Primož Roglič             | Juan Ayuso                   | Bora-Hansgrohe         |
| 3                  | Quinten Hermans    | Primož Roglič      | Quinten Hermans       | Louis Meintjes            | Juan Ayuso                   | Bora-Hansgrohe         |
| 4                  | Louis Meintjes     | Mattias Skjelmose  | Quinten Hermans       | Louis Meintjes            | Juan Ayuso                   | Bora-Hansgrohe         |
| 5                  | Romain Grégoire    | Mattias Skjelmose  | Alex Aranburu         | Louis Meintjes            | Juan Ayuso                   | UAE Emirates           |
| 6                  | Carlos Rodríguez   | Juan Ayuso         | Alex Aranburu         | Sepp Kuss                 | Juan Ayuso                   | UAE Emirates           |
| Classements finals | Classements finals | Juan Ayuso         | Alex Aranburu         | Sepp Kuss                 | Juan Ayuso                   | UAE Emirates           |

## Liste des participants
| Légende                             | Légende                                                                                                  | Légende                                | Légende                                                                                         |
| ----------------------------------- | --- | -------------------------------------- | ----------------------------------------------------------------------------------------------- |
| Num                                 | Dossard de départ porté par le coureur sur ce Tour du Pays basque                                        | Pos                                    | Position finale au classement général                                                           |
| Leader du classement général        | Indique le vainqueur du classement général                                                               | Leader du classement par points        | Indique le vainqueur du classement par points                                                   |
| Leader du classement de la montagne | Indique le vainqueur du classement de la montagne                                                        | Leader du classement du meilleur jeune | Indique le vainqueur du classement du meilleur jeune                                            |
|                                     | Indique un maillot de champion national ou mondial, suivi de sa spécialité                               | #                                      | Indique la meilleure équipe                                                                     |
| NP                                  | Indique un coureur qui n'a pas pris le départ d'une étape, suivi du numéro de l'étape où il s'est retiré | AB                                     | Indique un coureur qui n'a pas terminé une étape, suivi du numéro de l'étape où il s'est retiré |
| HD                                  | Indique un coureur qui a terminé une étape hors des délais, suivi du numéro de l'étape                   | *                                      | Indique un coureur en lice pour le classement du meilleur jeune (coureurs nés après le )        |

| Team Visma \| Lease a Bike TVL | Team Visma \| Lease a Bike TVL | Team Visma \| Lease a Bike TVL |
| ------------------------------ | ------------------------------ | ------------------------------ |
| Num                            | Coureur                        | Pos                            |
| 1                              | Jonas Vingegaard (DEN)         | AB-4                           |
| 2                              | Steven Kruijswijk (NED)        | 58e                            |
| 3                              | Sepp Kuss (USA)                | 41e                            |
| 4                              | Loe van Belle (NED)            | NP-6                           |
| 5                              | Johannes Staune-Mittet (NOR)   | 53e                            |
| 6                              | Ben Tulett (GBR)               | NP-3                           |
| 7                              | Milan Vader (NED)              | 72e                            |

| Soudal Quick-Step SOQ | Soudal Quick-Step SOQ                   | Soudal Quick-Step SOQ |
| --------------------- | --------------------------------------- | --------------------- |
| Num                   | Coureur                                 | Pos                   |
| 11                    | Remco Evenepoel (BEL) (route et chrono) | AB-4                  |
| 12                    | Gil Gelders (BEL)                       | AB-5                  |
| 13                    | James Knox (GBR)                        | AB-6                  |
| 14                    | Mikel Landa (ESP)                       | AB-5                  |
| 15                    | Junior Lecerf (BEL)                     | 25e                   |
| 16                    | Pieter Serry (BEL)                      | AB-6                  |
| 17                    | Louis Vervaeke (BEL)                    | AB-6                  |

| Movistar Team MOV | Movistar Team MOV               | Movistar Team MOV |
| ----------------- | ------------------------------- | ----------------- |
| Num               | Coureur                         | Pos               |
| 21                | Alex Aranburu (ESP)             | 15e               |
| 22                | Jon Barrenetxea (ESP)           | 67e               |
| 23                | Davide Formolo (ITA)            | 45e               |
| 24                | Pelayo Sánchez (ESP)            | AB-5              |
| 25                | Gregor Mühlberger (AUT) (route) | 54e               |
| 26                | Nélson Oliveira (POR)           | 34e               |
| 27                | Gonzalo Serrano (ESP)           | AB-5              |

| Bora-Hansgrohe BOH | Bora-Hansgrohe BOH             | Bora-Hansgrohe BOH |
| ------------------ | ------------------------------ | ------------------ |
| Num                | Coureur                        | Pos                |
| 31                 | Primož Roglič (SLO)            | AB-4               |
| 32                 | Roger Adrià (ESP)              | AB-6               |
| 33                 | Emanuel Buchmann (GER) (route) | 32e                |
| 34                 | Jai Hindley (AUS)              | 12e                |
| 35                 | Bob Jungels (LUX)              | 91e                |
| 36                 | Maximilian Schachmann (GER)    | 13e                |
| 37                 | Matteo Sobrero (ITA)           | AB-6               |

| EF Education-EasyPost EFE | EF Education-EasyPost EFE | EF Education-EasyPost EFE |
| ------------------------- | ------------------------- | ------------------------- |
| Num                       | Coureur                   | Pos                       |
| 41                        | Rigoberto Urán (COL)      | 21e                       |
| 42                        | Alexander Cepeda (ECU)    | 44e                       |
| 43                        | Esteban Chaves (COL)      | 16e                       |
| 44                        | Sean Quinn (USA)          | AB-4                      |
| 45                        | Archie Ryan (IRL)         | 39e                       |
| 46                        | James Shaw (GBR)          | 50e                       |
| 47                        | Markel Beloki (ESP)       | 89e                       |

| Arkéa-B&B Hotels ARK | Arkéa-B&B Hotels ARK      | Arkéa-B&B Hotels ARK |
| -------------------- | ------------------------- | -------------------- |
| Num                  | Coureur                   | Pos                  |
| 51                   | Clément Champoussin (FRA) | 57e                  |
| 52                   | Élie Gesbert (FRA)        | AB-4                 |
| 53                   | Alessandro Verre (ITA)    | 79e                  |
| 54                   | Anthony Delaplace (FRA)   | 69e                  |
| 55                   | Laurens Huys (BEL)        | 106e                 |
| 56                   | Łukasz Owsian (POL)       | NP-4                 |
| 57                   | Kévin Vauquelin (FRA)     | 8e                   |

| Team Jayco AlUla JAY | Team Jayco AlUla JAY          | Team Jayco AlUla JAY |
| -------------------- | ----------------------------- | -------------------- |
| Num                  | Coureur                       | Pos                  |
| 61                   | Lucas Hamilton (AUS)          | 33e                  |
| 62                   | Davide De Pretto (ITA)        | NP-6                 |
| 63                   | Eddie Dunbar (IRL)            | 35e                  |
| 64                   | Felix Engelhardt (GER)        | AB-6                 |
| 65                   | Rudy Porter (AUS)             | 51e                  |
| 66                   | Christopher Juul Jensen (DEN) | 78e                  |
| 67                   | Mauro Schmid (SUI)            | AB-6                 |

| Lidl-Trek LTK | Lidl-Trek LTK                   | Lidl-Trek LTK |
| ------------- | ------------------------------- | ------------- |
| Num           | Coureur                         | Pos           |
| 71            | Mattias Skjelmose (DEN) (route) | 3e            |
| 72            | Andrea Bagioli (ITA)            | AB-6          |
| 73            | Julien Bernard (FRA)            | AB-6          |
| 74            | Fabio Felline (ITA)             | AB-6          |
| 75            | Tao Geoghegan Hart (GBR)        | 43e           |
| 76            | Bauke Mollema (NED)             | 27e           |
| 77            | Natnael Tesfatsion (ERI)        | AB-4          |

| Groupama-FDJ GFC | Groupama-FDJ GFC      | Groupama-FDJ GFC |
| ---------------- | --------------------- | ---------------- |
| Num              | Coureur               | Pos              |
| 81               | David Gaudu (FRA)     | NP-3             |
| 82               | Lorenzo Germani (ITA) | 101e             |
| 83               | Romain Grégoire (FRA) | 38e              |
| 84               | Quentin Pacher (FRA)  | 23e              |
| 85               | Rémy Rochas (FRA)     | 70e              |
| 86               | Clément Russo (FRA)   | AB-6             |
| 87               | Reuben Thompson (NZL) | 88e              |

| Cofidis COF | Cofidis COF           | Cofidis COF |
| ----------- | --------------------- | ----------- |
| Num         | Coureur               | Pos         |
| 91          | Ion Izagirre (ESP)    | 9e          |
| 92          | Thomas Champion (FRA) | 93e         |
| 93          | Simon Geschke (GER)   | 22e         |
| 94          | Gorka Izagirre (ESP)  | AB-6        |
| 95          | Jonathan Lastra (ESP) | AB-4        |
| 96          | Stefano Oldani (ITA)  | NP-4        |
| 97          | Harrison Wood (GBR)   | 87e         |

| UAE Team Emirates UAD | UAE Team Emirates UAD          | UAE Team Emirates UAD |
| --------------------- | ------------------------------ | --------------------- |
| Num                   | Coureur                        | Pos                   |
| 101                   | Juan Ayuso (ESP)               | 1er                   |
| 102                   | Igor Arrieta (ESP)             | 61e                   |
| 103                   | Sjoerd Bax (NED)               | 81e                   |
| 104                   | Isaac Del Toro (MEX)           | 7e                    |
| 105                   | Brandon McNulty (USA) (chrono) | 5e                    |
| 106                   | Marc Soler (ESP)               | 4e                    |
| 107                   | Jay Vine (AUS)                 | AB-4                  |

| Bahrain Victorious TBV | Bahrain Victorious TBV      | Bahrain Victorious TBV |
| ---------------------- | --------------------------- | ---------------------- |
| Num                    | Coureur                     | Pos                    |
| 111                    | Pello Bilbao (ESP)          | 6e                     |
| 112                    | Yukiya Arashiro (JPN)       | AB-6                   |
| 113                    | Nikias Arndt (GER)          | AB-6                   |
| 114                    | Santiago Buitrago (COL)     | 11e                    |
| 115                    | Johan Price-Pejtersen (DEN) | AB-5                   |
| 116                    | Jasha Sütterlin (GER)       | 94e                    |
| 117                    | Edoardo Zambanini (ITA)     | 30e                    |

| Intermarché-Wanty IWA | Intermarché-Wanty IWA        | Intermarché-Wanty IWA |
| --------------------- | ---------------------------- | --------------------- |
| Num                   | Coureur                      | Pos                   |
| 121                   | Louis Meintjes (RSA)         | 40e                   |
| 122                   | Vito Braet (BEL)             | NP-6                  |
| 123                   | Alexy Faure Prost (FRA)      | 77e                   |
| 124                   | Tom Paquot (BEL)             | AB-6                  |
| 125                   | Kevin Colleoni (ITA)         | 64e                   |
| 126                   | Lorenzo Rota (ITA)           | AB-6                  |
| 127                   | Rein Taaramäe (EST) (chrono) | 73e                   |

| Astana Qazaqstan Team AST | Astana Qazaqstan Team AST      | Astana Qazaqstan Team AST |
| ------------------------- | ------------------------------ | ------------------------- |
| Num                       | Coureur                        | Pos                       |
| 131                       | Samuele Battistella (ITA)      | AB-6                      |
| 132                       | Gleb Brussenskiy (KAZ) (route) | AB-2                      |
| 133                       | Igor Chzhan (KAZ)              | AB-6                      |
| 134                       | Gianmarco Garofoli (ITA)       | 47e                       |
| 135                       | Harold Martín López (ECU)      | 74e                       |
| 136                       | Ide Schelling (NED)            | NP-4                      |
| 137                       | Anton Kuzmin (KAZ)             | AB-6                      |

| TotalEnergies TEN | TotalEnergies TEN        | TotalEnergies TEN |
| ----------------- | ------------------------ | ----------------- |
| Num               | Coureur                  | Pos               |
| 141               | Mathieu Burgaudeau (FRA) | 100e              |
| 142               | Steff Cras (BEL)         | AB-4              |
| 143               | Fabien Doubey (FRA)      | 80e               |
| 144               | Jordan Jegat (FRA)       | 17e               |
| 145               | Alan Jousseaume (FRA)    | 90e               |
| 146               | Fabien Grellier (FRA)    | 103e              |
| 147               | Alexis Vuillermoz (FRA)  | 75e               |

| Team dsm-firmenich PostNL DFP | Team dsm-firmenich PostNL DFP | Team dsm-firmenich PostNL DFP |
| ----------------------------- | ----------------------------- | ----------------------------- |
| Num                           | Coureur                       | Pos                           |
| 151                           | Warren Barguil (FRA)          | 48e                           |
| 152                           | Romain Combaud (FRA)          | 95e                           |
| 153                           | Gijs Leemreize (NED)          | 31e                           |
| 154                           | Enzo Leijnse (NED)            | 109e                          |
| 155                           | Oscar Onley (GBR)             | 19e                           |
| 156                           | Martijn Tusveld (NED)         | 68e                           |
| 157                           | Emīls Liepiņš (LAT) (route)   | NP-5                          |

| Ineos Grenadiers IGD | Ineos Grenadiers IGD                | Ineos Grenadiers IGD |
| -------------------- | ----------------------------------- | -------------------- |
| Num                  | Coureur                             | Pos                  |
| 161                  | Carlos Rodríguez (ESP)              | 2e                   |
| 162                  | Jonathan Castroviejo (ESP) (chrono) | 55e                  |
| 163                  | Omar Fraile (ESP)                   | AB-4                 |
| 164                  | Ethan Hayter (GBR)                  | 18e                  |
| 165                  | Michał Kwiatkowski (POL) (chrono)   | AB-6                 |
| 166                  | Tom Pidcock (GBR)                   | NP-1                 |
| 167                  | Brandon Rivera (COL)                | 26e                  |

| Euskaltel-Euskadi EUS | Euskaltel-Euskadi EUS    | Euskaltel-Euskadi EUS |
| --------------------- | ------------------------ | --------------------- |
| Num                   | Coureur                  | Pos                   |
| 171                   | Gotzon Martín (ESP)      | 84e                   |
| 172                   | Iker Mintegi (ESP)       | 83e                   |
| 173                   | Víctor de la Parte (ESP) | 24e                   |
| 174                   | Xabier Berasategi (ESP)  | 76e                   |
| 175                   | Txomin Juaristi (ESP)    | 62e                   |
| 176                   | James Fouché (NZL)       | 107e                  |
| 177                   | Enekoitz Azparren (ESP)  | 85e                   |

| Decathlon-AG2R La Mondiale DAT | Decathlon-AG2R La Mondiale DAT | Decathlon-AG2R La Mondiale DAT |
| ------------------------------ | ------------------------------ | ------------------------------ |
| Num                            | Coureur                        | Pos                            |
| 181                            | Felix Gall (AUT)               | AB-6                           |
| 182                            | Bruno Armirail (FRA)           | 20e                            |
| 183                            | Alex Baudin (FRA)              | 10e                            |
| 184                            | Jaakko Hänninen (FIN)          | 82e                            |
| 185                            | Valentin Retailleau (FRA)      | AB-6                           |
| 186                            | Paul Lapeira (FRA)             | AB-6                           |
| 187                            | Nans Peters (FRA)              | 86e                            |

| Equipo Kern Pharma EKP | Equipo Kern Pharma EKP | Equipo Kern Pharma EKP |
| ---------------------- | ---------------------- | ---------------------- |
| Num                    | Coureur                | Pos                    |
| 191                    | Unai Iribar (ESP)      | 71e                    |
| 192                    | Pablo Castrillo (ESP)  | AB-6                   |
| 193                    | Iván Cobo (ESP)        | 108e                   |
| 194                    | Jon Agirre (ESP)       | AB-6                   |
| 195                    | Mikel Retegi (ESP)     | 104e                   |
| 196                    | Pau Miquel (ESP)       | AB-4                   |
| 197                    | Ibon Ruiz (ESP)        | 29e                    |

| Alpecin-Deceuninck ADC | Alpecin-Deceuninck ADC | Alpecin-Deceuninck ADC |
| ---------------------- | ---------------------- | ---------------------- |
| Num                    | Coureur                | Pos                    |
| 201                    | Nicola Conci (ITA)     | 46e                    |
| 202                    | Quinten Hermans (BEL)  | NP-6                   |
| 203                    | Jimmy Janssens (BEL)   | 63e                    |
| 204                    | Juri Hollmann (GER)    | NP-6                   |
| 205                    | Jason Osborne (GER)    | 56e                    |
| 206                    | Stan Van Tricht (BEL)  | 102e                   |
| 207                    | Luca Vergallito (ITA)  | 28e                    |

| Caja Rural-Seguros RGA CJR | Caja Rural-Seguros RGA CJR           | Caja Rural-Seguros RGA CJR |
| -------------------------- | ------------------------------------ | -------------------------- |
| Num                        | Coureur                              | Pos                        |
| 211                        | Orluis Aular (VEN) (route et chrono) | 42e                        |
| 212                        | Sebastian Berwick (AUS)              | NP-5                       |
| 213                        | Joseba López (ESP)                   | 99e                        |
| 214                        | Joel Nicolau (ESP)                   | 49e                        |
| 215                        | Eduard Prades (ESP)                  | AB-6                       |
| 216                        | Thomas Silva (URU)                   | NP-6                       |
| 217                        | Gorka Sorarrain (ESP)                | 98e                        |

| Burgos-BH BBH | Burgos-BH BBH            | Burgos-BH BBH |
| ------------- | ------------------------ | ------------- |
| Num           | Coureur                  | Pos           |
| 221           | José Manuel Díaz (ESP)   | 36e           |
| 222           | Victor Langellotti (MON) | 14e           |
| 223           | Karel Vacek (CZE)        | AB-6          |
| 224           | Jesús Ezquerra (ESP)     | 66e           |
| 225           | Aaron Gate (NZL) (route) | 92e           |
| 226           | Eric Fagúndez (URU)      | 52e           |
| 227           | Jetse Bol (NED)          | 96e           |

| Q36.5 Pro Cycling Team Q36 | Q36.5 Pro Cycling Team Q36  | Q36.5 Pro Cycling Team Q36 |
| -------------------------- | --------------------------- | -------------------------- |
| Num                        | Coureur                     | Pos                        |
| 231                        | Xabier Mikel Azparren (ESP) | 105e                       |
| 232                        | Matteo Badilatti (SUI)      | AB-6                       |
| 233                        | Filippo Conca (ITA)         | 97e                        |
| 234                        | David de la Cruz (ESP)      | 60e                        |
| 235                        | Mark Donovan (GBR)          | 37e                        |
| 236                        | Carl Fredrik Hagen (NOR)    | 65e                        |
| 237                        | Damien Howson (AUS)         | 59e                        |

| Team Visma \| Lease a Bike TVL | Team Visma \| Lease a Bike TVL | Team Visma \| Lease a Bike TVL |
| ------------------------------ | ------------------------------ | ------------------------------ |
| Num                            | Coureur                        | Pos                            |
| 1                              | Jonas Vingegaard (DEN)         | AB-4                           |
| 2                              | Steven Kruijswijk (NED)        | 58e                            |
| 3                              | Sepp Kuss (USA)                | 41e                            |
| 4                              | Loe van Belle (NED)            | NP-6                           |
| 5                              | Johannes Staune-Mittet (NOR)   | 53e                            |
| 6                              | Ben Tulett (GBR)               | NP-3                           |
| 7                              | Milan Vader (NED)              | 72e                            |

| Soudal Quick-Step SOQ | Soudal Quick-Step SOQ                   | Soudal Quick-Step SOQ |
| --------------------- | --------------------------------------- | --------------------- |
| Num                   | Coureur                                 | Pos                   |
| 11                    | Remco Evenepoel (BEL) (route et chrono) | AB-4                  |
| 12                    | Gil Gelders (BEL)                       | AB-5                  |
| 13                    | James Knox (GBR)                        | AB-6                  |
| 14                    | Mikel Landa (ESP)                       | AB-5                  |
| 15                    | Junior Lecerf (BEL)                     | 25e                   |
| 16                    | Pieter Serry (BEL)                      | AB-6                  |
| 17                    | Louis Vervaeke (BEL)                    | AB-6                  |

| Movistar Team MOV | Movistar Team MOV               | Movistar Team MOV |
| ----------------- | ------------------------------- | ----------------- |
| Num               | Coureur                         | Pos               |
| 21                | Alex Aranburu (ESP)             | 15e               |
| 22                | Jon Barrenetxea (ESP)           | 67e               |
| 23                | Davide Formolo (ITA)            | 45e               |
| 24                | Pelayo Sánchez (ESP)            | AB-5              |
| 25                | Gregor Mühlberger (AUT) (route) | 54e               |
| 26                | Nélson Oliveira (POR)           | 34e               |
| 27                | Gonzalo Serrano (ESP)           | AB-5              |

| Bora-Hansgrohe BOH | Bora-Hansgrohe BOH             | Bora-Hansgrohe BOH |
| ------------------ | ------------------------------ | ------------------ |
| Num                | Coureur                        | Pos                |
| 31                 | Primož Roglič (SLO)            | AB-4               |
| 32                 | Roger Adrià (ESP)              | AB-6               |
| 33                 | Emanuel Buchmann (GER) (route) | 32e                |
| 34                 | Jai Hindley (AUS)              | 12e                |
| 35                 | Bob Jungels (LUX)              | 91e                |
| 36                 | Maximilian Schachmann (GER)    | 13e                |
| 37                 | Matteo Sobrero (ITA)           | AB-6               |

| EF Education-EasyPost EFE | EF Education-EasyPost EFE | EF Education-EasyPost EFE |
| ------------------------- | ------------------------- | ------------------------- |
| Num                       | Coureur                   | Pos                       |
| 41                        | Rigoberto Urán (COL)      | 21e                       |
| 42                        | Alexander Cepeda (ECU)    | 44e                       |
| 43                        | Esteban Chaves (COL)      | 16e                       |
| 44                        | Sean Quinn (USA)          | AB-4                      |
| 45                        | Archie Ryan (IRL)         | 39e                       |
| 46                        | James Shaw (GBR)          | 50e                       |
| 47                        | Markel Beloki (ESP)       | 89e                       |

| Arkéa-B&B Hotels ARK | Arkéa-B&B Hotels ARK      | Arkéa-B&B Hotels ARK |
| -------------------- | ------------------------- | -------------------- |
| Num                  | Coureur                   | Pos                  |
| 51                   | Clément Champoussin (FRA) | 57e                  |
| 52                   | Élie Gesbert (FRA)        | AB-4                 |
| 53                   | Alessandro Verre (ITA)    | 79e                  |
| 54                   | Anthony Delaplace (FRA)   | 69e                  |
| 55                   | Laurens Huys (BEL)        | 106e                 |
| 56                   | Łukasz Owsian (POL)       | NP-4                 |
| 57                   | Kévin Vauquelin (FRA)     | 8e                   |

| Team Jayco AlUla JAY | Team Jayco AlUla JAY          | Team Jayco AlUla JAY |
| -------------------- | ----------------------------- | -------------------- |
| Num                  | Coureur                       | Pos                  |
| 61                   | Lucas Hamilton (AUS)          | 33e                  |
| 62                   | Davide De Pretto (ITA)        | NP-6                 |
| 63                   | Eddie Dunbar (IRL)            | 35e                  |
| 64                   | Felix Engelhardt (GER)        | AB-6                 |
| 65                   | Rudy Porter (AUS)             | 51e                  |
| 66                   | Christopher Juul Jensen (DEN) | 78e                  |
| 67                   | Mauro Schmid (SUI)            | AB-6                 |

| Lidl-Trek LTK | Lidl-Trek LTK                   | Lidl-Trek LTK |
| ------------- | ------------------------------- | ------------- |
| Num           | Coureur                         | Pos           |
| 71            | Mattias Skjelmose (DEN) (route) | 3e            |
| 72            | Andrea Bagioli (ITA)            | AB-6          |
| 73            | Julien Bernard (FRA)            | AB-6          |
| 74            | Fabio Felline (ITA)             | AB-6          |
| 75            | Tao Geoghegan Hart (GBR)        | 43e           |
| 76            | Bauke Mollema (NED)             | 27e           |
| 77            | Natnael Tesfatsion (ERI)        | AB-4          |

| Groupama-FDJ GFC | Groupama-FDJ GFC      | Groupama-FDJ GFC |
| ---------------- | --------------------- | ---------------- |
| Num              | Coureur               | Pos              |
| 81               | David Gaudu (FRA)     | NP-3             |
| 82               | Lorenzo Germani (ITA) | 101e             |
| 83               | Romain Grégoire (FRA) | 38e              |
| 84               | Quentin Pacher (FRA)  | 23e              |
| 85               | Rémy Rochas (FRA)     | 70e              |
| 86               | Clément Russo (FRA)   | AB-6             |
| 87               | Reuben Thompson (NZL) | 88e              |

| Cofidis COF | Cofidis COF           | Cofidis COF |
| ----------- | --------------------- | ----------- |
| Num         | Coureur               | Pos         |
| 91          | Ion Izagirre (ESP)    | 9e          |
| 92          | Thomas Champion (FRA) | 93e         |
| 93          | Simon Geschke (GER)   | 22e         |
| 94          | Gorka Izagirre (ESP)  | AB-6        |
| 95          | Jonathan Lastra (ESP) | AB-4        |
| 96          | Stefano Oldani (ITA)  | NP-4        |
| 97          | Harrison Wood (GBR)   | 87e         |

| UAE Team Emirates UAD | UAE Team Emirates UAD          | UAE Team Emirates UAD |
| --------------------- | ------------------------------ | --------------------- |
| Num                   | Coureur                        | Pos                   |
| 101                   | Juan Ayuso (ESP)               | 1er                   |
| 102                   | Igor Arrieta (ESP)             | 61e                   |
| 103                   | Sjoerd Bax (NED)               | 81e                   |
| 104                   | Isaac Del Toro (MEX)           | 7e                    |
| 105                   | Brandon McNulty (USA) (chrono) | 5e                    |
| 106                   | Marc Soler (ESP)               | 4e                    |
| 107                   | Jay Vine (AUS)                 | AB-4                  |

| Bahrain Victorious TBV | Bahrain Victorious TBV      | Bahrain Victorious TBV |
| ---------------------- | --------------------------- | ---------------------- |
| Num                    | Coureur                     | Pos                    |
| 111                    | Pello Bilbao (ESP)          | 6e                     |
| 112                    | Yukiya Arashiro (JPN)       | AB-6                   |
| 113                    | Nikias Arndt (GER)          | AB-6                   |
| 114                    | Santiago Buitrago (COL)     | 11e                    |
| 115                    | Johan Price-Pejtersen (DEN) | AB-5                   |
| 116                    | Jasha Sütterlin (GER)       | 94e                    |
| 117                    | Edoardo Zambanini (ITA)     | 30e                    |

| Intermarché-Wanty IWA | Intermarché-Wanty IWA        | Intermarché-Wanty IWA |
| --------------------- | ---------------------------- | --------------------- |
| Num                   | Coureur                      | Pos                   |
| 121                   | Louis Meintjes (RSA)         | 40e                   |
| 122                   | Vito Braet (BEL)             | NP-6                  |
| 123                   | Alexy Faure Prost (FRA)      | 77e                   |
| 124                   | Tom Paquot (BEL)             | AB-6                  |
| 125                   | Kevin Colleoni (ITA)         | 64e                   |
| 126                   | Lorenzo Rota (ITA)           | AB-6                  |
| 127                   | Rein Taaramäe (EST) (chrono) | 73e                   |

| Astana Qazaqstan Team AST | Astana Qazaqstan Team AST      | Astana Qazaqstan Team AST |
| ------------------------- | ------------------------------ | ------------------------- |
| Num                       | Coureur                        | Pos                       |
| 131                       | Samuele Battistella (ITA)      | AB-6                      |
| 132                       | Gleb Brussenskiy (KAZ) (route) | AB-2                      |
| 133                       | Igor Chzhan (KAZ)              | AB-6                      |
| 134                       | Gianmarco Garofoli (ITA)       | 47e                       |
| 135                       | Harold Martín López (ECU)      | 74e                       |
| 136                       | Ide Schelling (NED)            | NP-4                      |
| 137                       | Anton Kuzmin (KAZ)             | AB-6                      |

| TotalEnergies TEN | TotalEnergies TEN        | TotalEnergies TEN |
| ----------------- | ------------------------ | ----------------- |
| Num               | Coureur                  | Pos               |
| 141               | Mathieu Burgaudeau (FRA) | 100e              |
| 142               | Steff Cras (BEL)         | AB-4              |
| 143               | Fabien Doubey (FRA)      | 80e               |
| 144               | Jordan Jegat (FRA)       | 17e               |
| 145               | Alan Jousseaume (FRA)    | 90e               |
| 146               | Fabien Grellier (FRA)    | 103e              |
| 147               | Alexis Vuillermoz (FRA)  | 75e               |

| Team dsm-firmenich PostNL DFP | Team dsm-firmenich PostNL DFP | Team dsm-firmenich PostNL DFP |
| ----------------------------- | ----------------------------- | ----------------------------- |
| Num                           | Coureur                       | Pos                           |
| 151                           | Warren Barguil (FRA)          | 48e                           |
| 152                           | Romain Combaud (FRA)          | 95e                           |
| 153                           | Gijs Leemreize (NED)          | 31e                           |
| 154                           | Enzo Leijnse (NED)            | 109e                          |
| 155                           | Oscar Onley (GBR)             | 19e                           |
| 156                           | Martijn Tusveld (NED)         | 68e                           |
| 157                           | Emīls Liepiņš (LAT) (route)   | NP-5                          |

| Ineos Grenadiers IGD | Ineos Grenadiers IGD                | Ineos Grenadiers IGD |
| -------------------- | ----------------------------------- | -------------------- |
| Num                  | Coureur                             | Pos                  |
| 161                  | Carlos Rodríguez (ESP)              | 2e                   |
| 162                  | Jonathan Castroviejo (ESP) (chrono) | 55e                  |
| 163                  | Omar Fraile (ESP)                   | AB-4                 |
| 164                  | Ethan Hayter (GBR)                  | 18e                  |
| 165                  | Michał Kwiatkowski (POL) (chrono)   | AB-6                 |
| 166                  | Tom Pidcock (GBR)                   | NP-1                 |
| 167                  | Brandon Rivera (COL)                | 26e                  |

| Euskaltel-Euskadi EUS | Euskaltel-Euskadi EUS    | Euskaltel-Euskadi EUS |
| --------------------- | ------------------------ | --------------------- |
| Num                   | Coureur                  | Pos                   |
| 171                   | Gotzon Martín (ESP)      | 84e                   |
| 172                   | Iker Mintegi (ESP)       | 83e                   |
| 173                   | Víctor de la Parte (ESP) | 24e                   |
| 174                   | Xabier Berasategi (ESP)  | 76e                   |
| 175                   | Txomin Juaristi (ESP)    | 62e                   |
| 176                   | James Fouché (NZL)       | 107e                  |
| 177                   | Enekoitz Azparren (ESP)  | 85e                   |

| Decathlon-AG2R La Mondiale DAT | Decathlon-AG2R La Mondiale DAT | Decathlon-AG2R La Mondiale DAT |
| ------------------------------ | ------------------------------ | ------------------------------ |
| Num                            | Coureur                        | Pos                            |
| 181                            | Felix Gall (AUT)               | AB-6                           |
| 182                            | Bruno Armirail (FRA)           | 20e                            |
| 183                            | Alex Baudin (FRA)              | 10e                            |
| 184                            | Jaakko Hänninen (FIN)          | 82e                            |
| 185                            | Valentin Retailleau (FRA)      | AB-6                           |
| 186                            | Paul Lapeira (FRA)             | AB-6                           |
| 187                            | Nans Peters (FRA)              | 86e                            |

| Equipo Kern Pharma EKP | Equipo Kern Pharma EKP | Equipo Kern Pharma EKP |
| ---------------------- | ---------------------- | ---------------------- |
| Num                    | Coureur                | Pos                    |
| 191                    | Unai Iribar (ESP)      | 71e                    |
| 192                    | Pablo Castrillo (ESP)  | AB-6                   |
| 193                    | Iván Cobo (ESP)        | 108e                   |
| 194                    | Jon Agirre (ESP)       | AB-6                   |
| 195                    | Mikel Retegi (ESP)     | 104e                   |
| 196                    | Pau Miquel (ESP)       | AB-4                   |
| 197                    | Ibon Ruiz (ESP)        | 29e                    |

| Alpecin-Deceuninck ADC | Alpecin-Deceuninck ADC | Alpecin-Deceuninck ADC |
| ---------------------- | ---------------------- | ---------------------- |
| Num                    | Coureur                | Pos                    |
| 201                    | Nicola Conci (ITA)     | 46e                    |
| 202                    | Quinten Hermans (BEL)  | NP-6                   |
| 203                    | Jimmy Janssens (BEL)   | 63e                    |
| 204                    | Juri Hollmann (GER)    | NP-6                   |
| 205                    | Jason Osborne (GER)    | 56e                    |
| 206                    | Stan Van Tricht (BEL)  | 102e                   |
| 207                    | Luca Vergallito (ITA)  | 28e                    |

| Caja Rural-Seguros RGA CJR | Caja Rural-Seguros RGA CJR           | Caja Rural-Seguros RGA CJR |
| -------------------------- | ------------------------------------ | -------------------------- |
| Num                        | Coureur                              | Pos                        |
| 211                        | Orluis Aular (VEN) (route et chrono) | 42e                        |
| 212                        | Sebastian Berwick (AUS)              | NP-5                       |
| 213                        | Joseba López (ESP)                   | 99e                        |
| 214                        | Joel Nicolau (ESP)                   | 49e                        |
| 215                        | Eduard Prades (ESP)                  | AB-6                       |
| 216                        | Thomas Silva (URU)                   | NP-6                       |
| 217                        | Gorka Sorarrain (ESP)                | 98e                        |

| Burgos-BH BBH | Burgos-BH BBH            | Burgos-BH BBH |
| ------------- | ------------------------ | ------------- |
| Num           | Coureur                  | Pos           |
| 221           | José Manuel Díaz (ESP)   | 36e           |
| 222           | Victor Langellotti (MON) | 14e           |
| 223           | Karel Vacek (CZE)        | AB-6          |
| 224           | Jesús Ezquerra (ESP)     | 66e           |
| 225           | Aaron Gate (NZL) (route) | 92e           |
| 226           | Eric Fagúndez (URU)      | 52e           |
| 227           | Jetse Bol (NED)          | 96e           |

| Q36.5 Pro Cycling Team Q36 | Q36.5 Pro Cycling Team Q36  | Q36.5 Pro Cycling Team Q36 |
| -------------------------- | --------------------------- | -------------------------- |
| Num                        | Coureur                     | Pos                        |
| 231                        | Xabier Mikel Azparren (ESP) | 105e                       |
| 232                        | Matteo Badilatti (SUI)      | AB-6                       |
| 233                        | Filippo Conca (ITA)         | 97e                        |
| 234                        | David de la Cruz (ESP)      | 60e                        |
| 235                        | Mark Donovan (GBR)          | 37e                        |
| 236                        | Carl Fredrik Hagen (NOR)    | 65e                        |
| 237                        | Damien Howson (AUS)         | 59e                        |